# Tren de alta velocidad
Un tren de alta velocidad (TAV), también denominado en algunos países tren bala, es aquel tren que alcanza velocidades iguales o superiores a 200 km/h sobre líneas existentes actualizadas, y 250 km/h sobre líneas específicamente diseñadas para tal efecto, según la UIC (Unión Internacional de Ferrocarriles).
En todos los casos se trata de vehículos específicos y vías férreas desarrolladas de forma conjunta.
El tren de alta velocidad está considerado como el medio de transporte más seguro del mundo, por delante del avión. En los últimos 60 años solo ha habido cinco accidentes con víctimas mortales, siendo el más grave el accidente de Eschede.

## Europa

### España

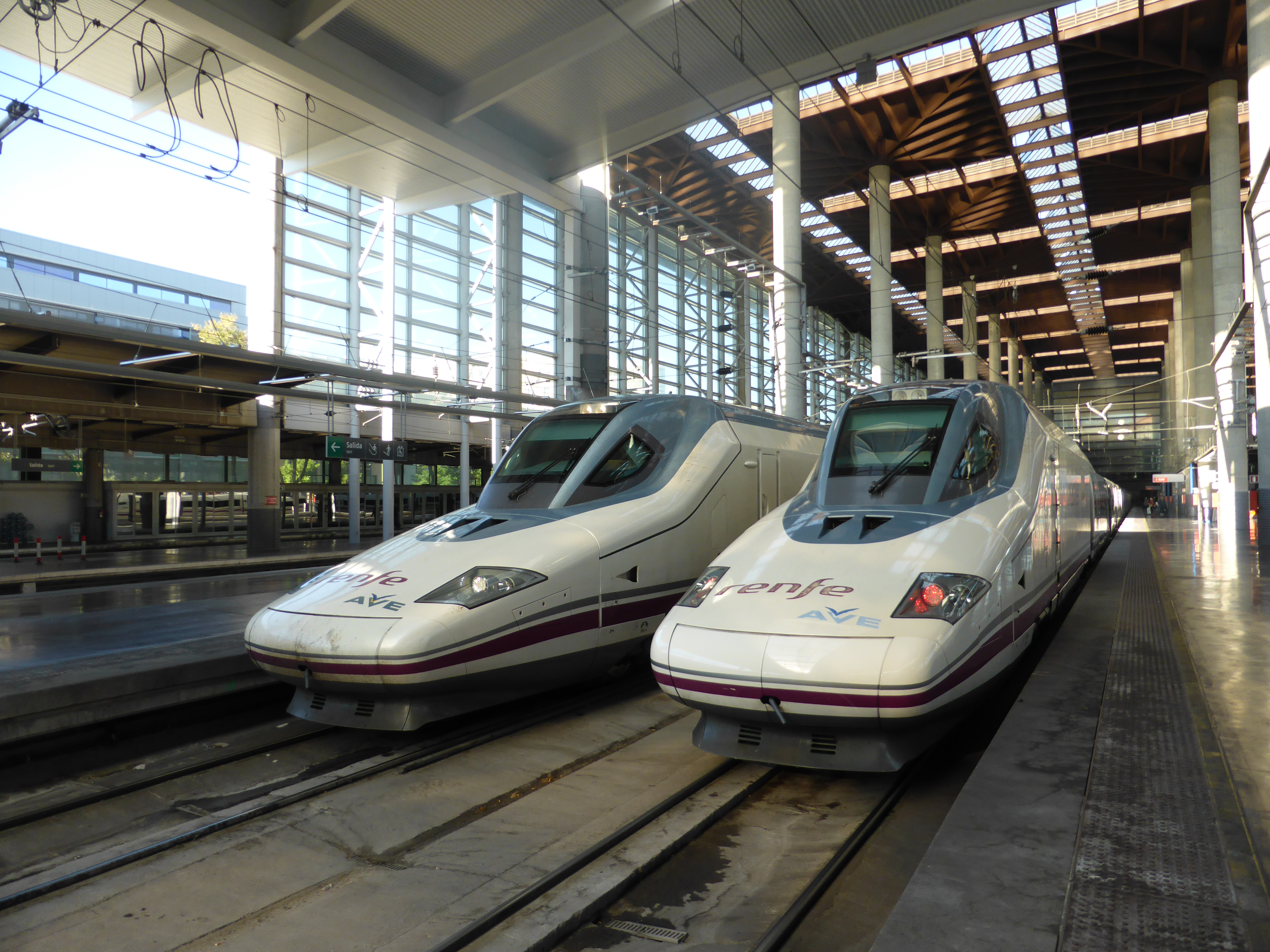
Dos unidades de la Serie 112 de Renfe.

En los años 1960 se comenzó en España a hacer pruebas de alta velocidad, superando los 200 km/h con un Talgo propulsado por una locomotora de la Serie 352 de Renfe y años más tarde con el prototipo de la Serie 443 de Renfe (el Platanito). No se empezó a estudiar como una propuesta real hasta el año 1986, cuando el Ministerio de Transporte preparó el Plan de Transporte Ferroviario (PTF). En 1992 se inauguró la primera línea de alta velocidad en España, la línea de alta velocidad Madrid-Sevilla, con un ancho de vía internacional, para la cual se adquirieron 18 trenes fabricados por Alstom derivados del TGV Atlantique (Serie 100 de Renfe), trenes que pueden alcanzar una velocidad máxima de 300 km/h. En 2020 se produce la liberación de la red de alta velocidad española que dio la entrada a nuevos operadores, Ouigo España, con sus trenes TGV Euroduplex (Serie 108 de Ouigo) e ILSA con sus ETR 1000 (Serie 109 de ILSA).
En la actualidad, España cuenta con una red de alta velocidad en expansión y una gran cantidad de modelos de trenes de alta velocidad, con diferentes tecnologías y soluciones de desarrollo propio, como el tren de muy alta velocidad Talgo AVRIL, o las aportadas por Talgo y CAF para resolver problemas de diferentes anchos de vías o diferentes sistemas de señalización, además de llevar a la implantación comercial de velocidades cada vez más altas. España cuenta  con la segunda mayor red de alta velocidad ferroviaria existente, llegando a los 3900  km, superando a países con alta tradición en esta tecnología, como Japón o Francia, e inmediatamente por debajo de China.

### Francia

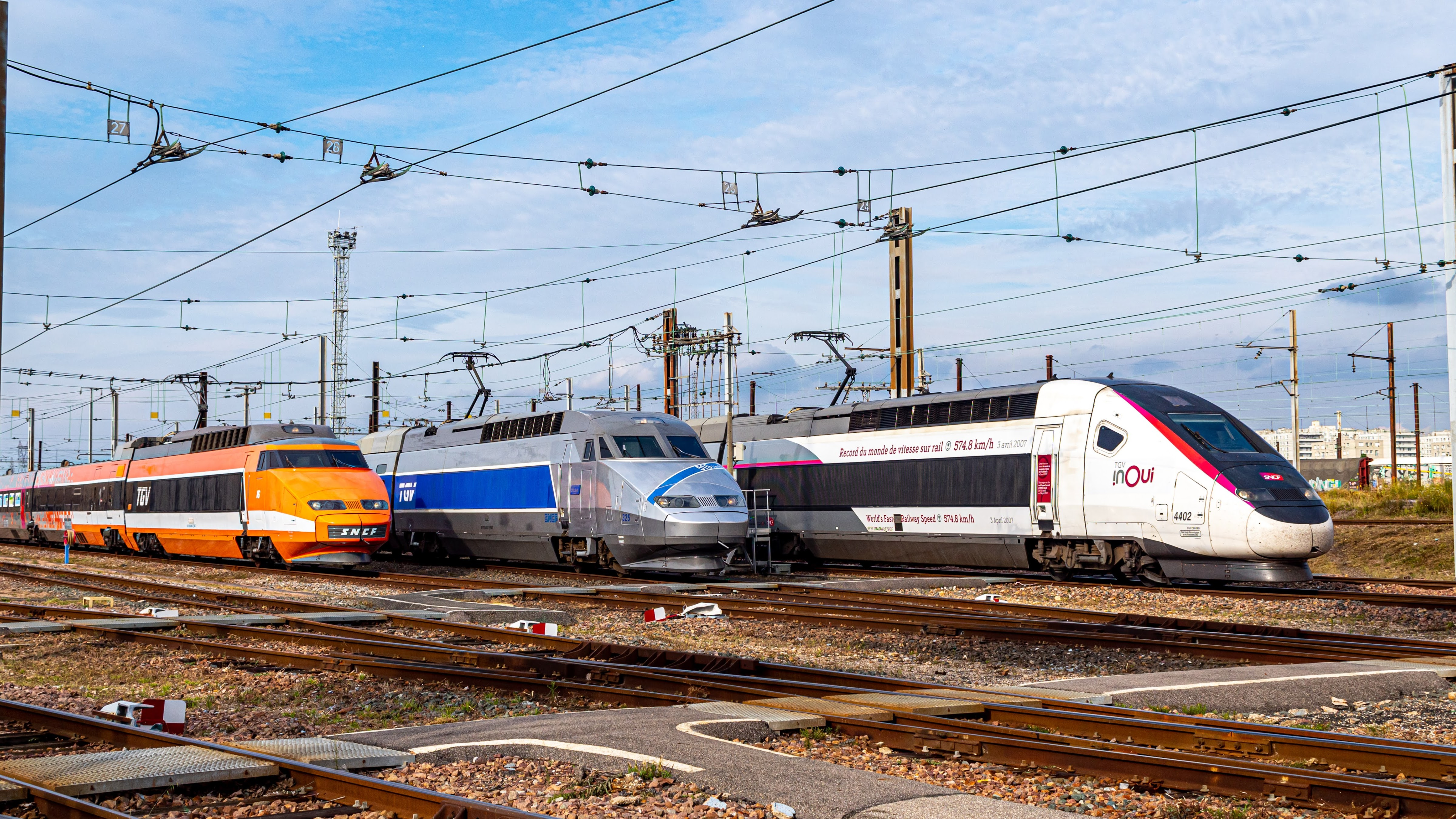
Diferentes generaciones de TGV

Los franceses fueron pioneros en la investigación y desarrollo de los trenes de alta velocidad en Europa. No en vano, el TGV (Train à Grande Vitesse) es uno de los trenes convencionales más veloces del mundo, operando en algunos tramos a velocidades de hasta 320 km/h. .
El 13 de febrero de 2006, el TGV consiguió superar su récord de velocidad en el tramo de París a Estrasburgo, alcanzando los 553 km/h. Su anterior plusmarca databa de 1990, cuando llegó a circular a 515,3 km/h. Para obtener esta velocidad punta se empleó una configuración especialmente preparada para la ocasión, formada por tres coches y dos locomotoras, sin pasajeros.
El 3 de abril de 2007, un tren Alstom V-150 volvió a batir el récord mundial de velocidad sobre raíles al circular a 574,8 km/h en uno de los tramos de la nueva línea de alta velocidad de París a Estrasburgo. Esta proeza técnica, preparada durante meses, fue realizada por la empresa ferroviaria francesa (SNCF), la red de líneas férreas propietaria de las vías y el constructor del tren, Alstom. La potencia del tren se aumentó para la ocasión: varios motores suplementarios fueron colocados a lo largo del vehículo, y las ruedas eran mayores que las de un TGV ordinario, para que se alcanzara una gran velocidad sin calentar en exceso la maquinaria. Al mismo tiempo, se incrementó la potencia eléctrica sobre la línea y se reforzó la catenaria que alimentaba el tren, así como el balasto, la capa de árido que se extiende sobre la explanada de los ferrocarriles para asentar, sujetar sobre ella las traviesas y mejorar la transmisión de cargas de la estructura a la explanada; todo ello con el fin de soportar las intensas vibraciones.
Actualmente el TGV 2N2 euroduplex, son trenes interoperables, equipados para poder circular en varios países de Europa con diversos suministros eléctricos y señales: Francia, Alemania, Suiza, España y Luxemburgo.

### Alemania

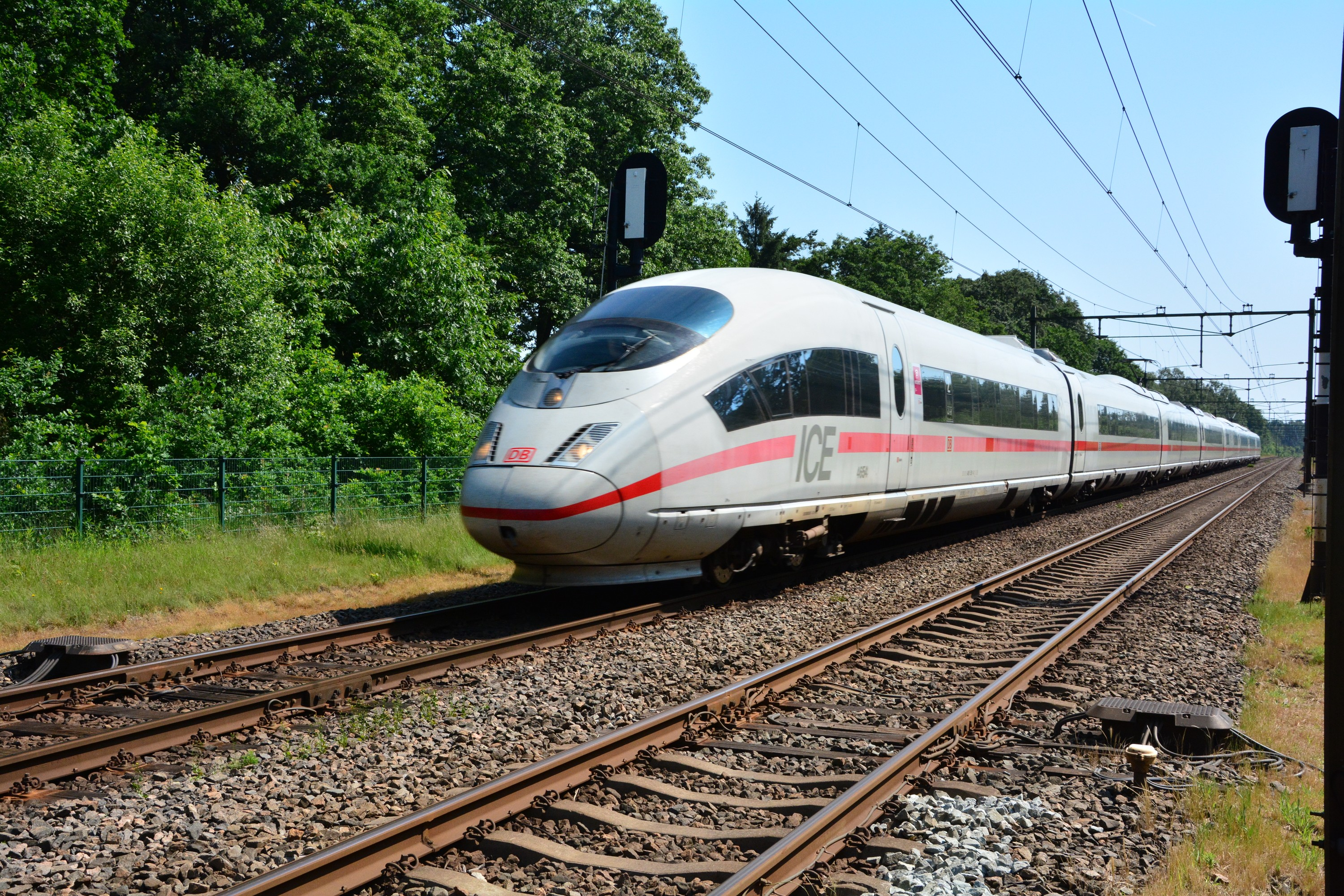
DB ICE 3

«InterCityExpress», normalmente abreviado como «ICE», designa al sistema de trenes de alta velocidad de los ferrocarriles de Alemania que circulan por dicho país y por países vecinos.
Es el servicio de mayor calidad ofrecido por la empresa Deutsche Bahn. El tren alemán InterCityExperimental (ICE V) logró en 1988 alcanzar 406,9 km/h (253 mph).
La red ICE se inauguró oficialmente el 29 de mayo de 1991, con varios vehículos convergentes en diferentes direcciones en la recién construida Estación Kassel-Wilhelmshöhe en Kassel, Alemania.

### Italia

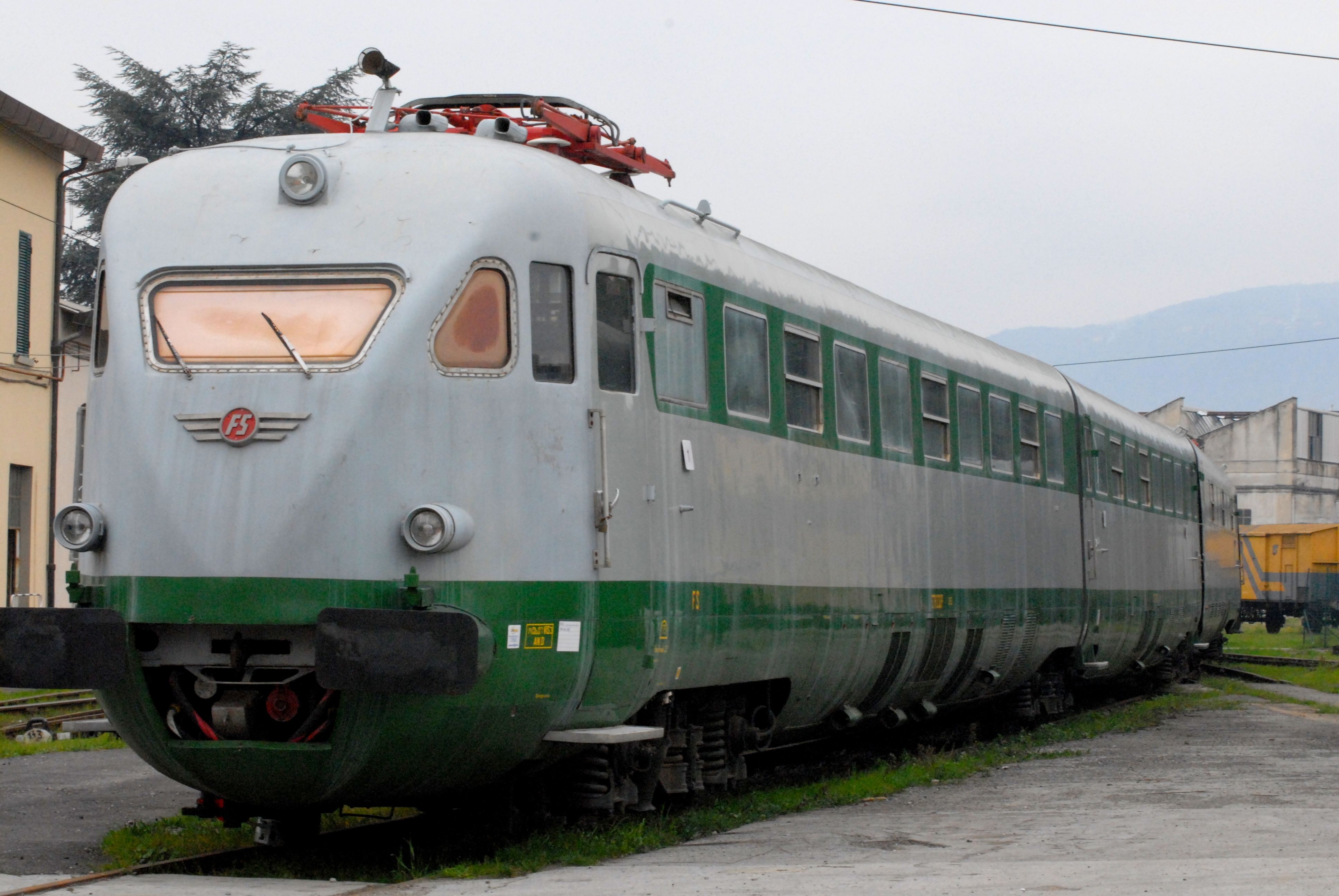
El italiano ElettroTreno ETR 200 en 1939 fue el primer servicio comercial de tren de alta velocidad. Se logró el récord mundial de velocidad media en 1939, alcanzando los 203 km/h, cerca de Pistoya.

El primer tren comercial de alta velocidad fue inaugurado en 1938 en Italia con el ElettroTreno ETR 200, alcanzando el para entonces récord mundial de 204 km/h, cerca de Milán.
Actualmente Italia tiene una de las redes más extensas de Europa, con más de 1467 km de líneas de trenes de alta velocidad.
En Italia disfrutan de los 250 km/h de los Pendolinos, una familia de trenes de alta velocidad desarrollados por Fiat Ferroviaria(actualmente Alstom) el primero el ETR 401 desde 1976 y actualmente con los Nuevos Pendolinos.
Actualmente el Frecciarossa ETR 1000 y el NTV ETR 575 son los principales trenes de alta velocidad que circulan por la red italiana, capaces de alcanzar velocidades de 350 km/h.

### Reino Unido
Artículo principal: Eurostar y Línea de alta velocidad Londres-Eurotúnel

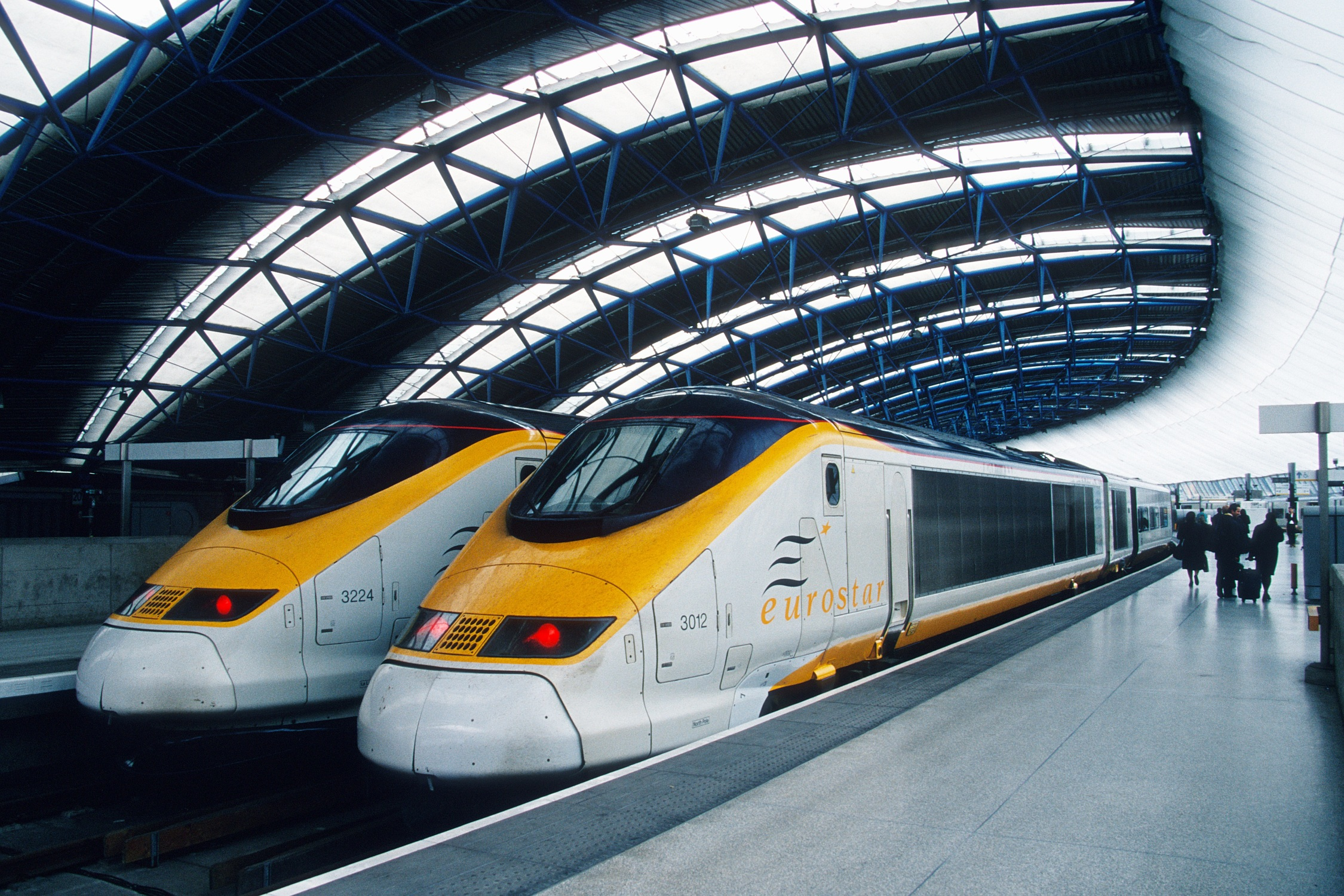
Trenes Eurostar estacionados en la Estación de Waterloo.

El primer tren de alta velocidad en el Reino Unido se puso en funcionamiento a través de la  Línea de alta velocidad Londres-Eurotúnel para así conseguir la conectividad con el resto de Europa a través del Eurotúnel, para ello Eurostar encargó los TGV Serie 373 de British Rail en 1996. Estos trenes poseen el récord británico de velocidad ferrovia con 334.7 km/h (208 millas por hora).
En 2010, Eurostar encargó a Siemens AG, 10 nuevos trenes modelo “Velaro”.
Gran Bretaña se equiparará al resto del continente, ya que actualmente se está construyendo la HS2 para unir Londres con las principales ciudades del país . Será el primero en cubrir rutas internas dentro de este país, más allá del Eurostar.
Las unidades encargadas a Bombardier (actual Alstom) y Hitachi rodarán a unos 322 km/h, manejadas por la empresa Network Rail y es una noticia recibida muy bien por viajeros británicos y extranjeros.
Desde Londres los tiempos que se alcanzarán por tramo son:
- Birmingham en 45 minutos (actualmente lleva 1 hora y media)
- Leeds en 1 hora y 30 minutos (actual 2 horas y 3 minutos)
- Liverpool en 1 hora y 23 minutos (ahora 2 horas y 8 minutos)
- Mánchester en 1 hora y 6 minutos (2 horas 7 minutos actuales)
- Edimburgo en 2 horas y 9 minutos (4 horas y 23 minutos hoy)
- Glasgow en 2 horas y 16 minutos (actualmente 4 horas y 10 minutos)

El proyecto requerirá unos 40.000 millones de euros y estaría operativo para 2030.

## Asia

### Corea del Sur

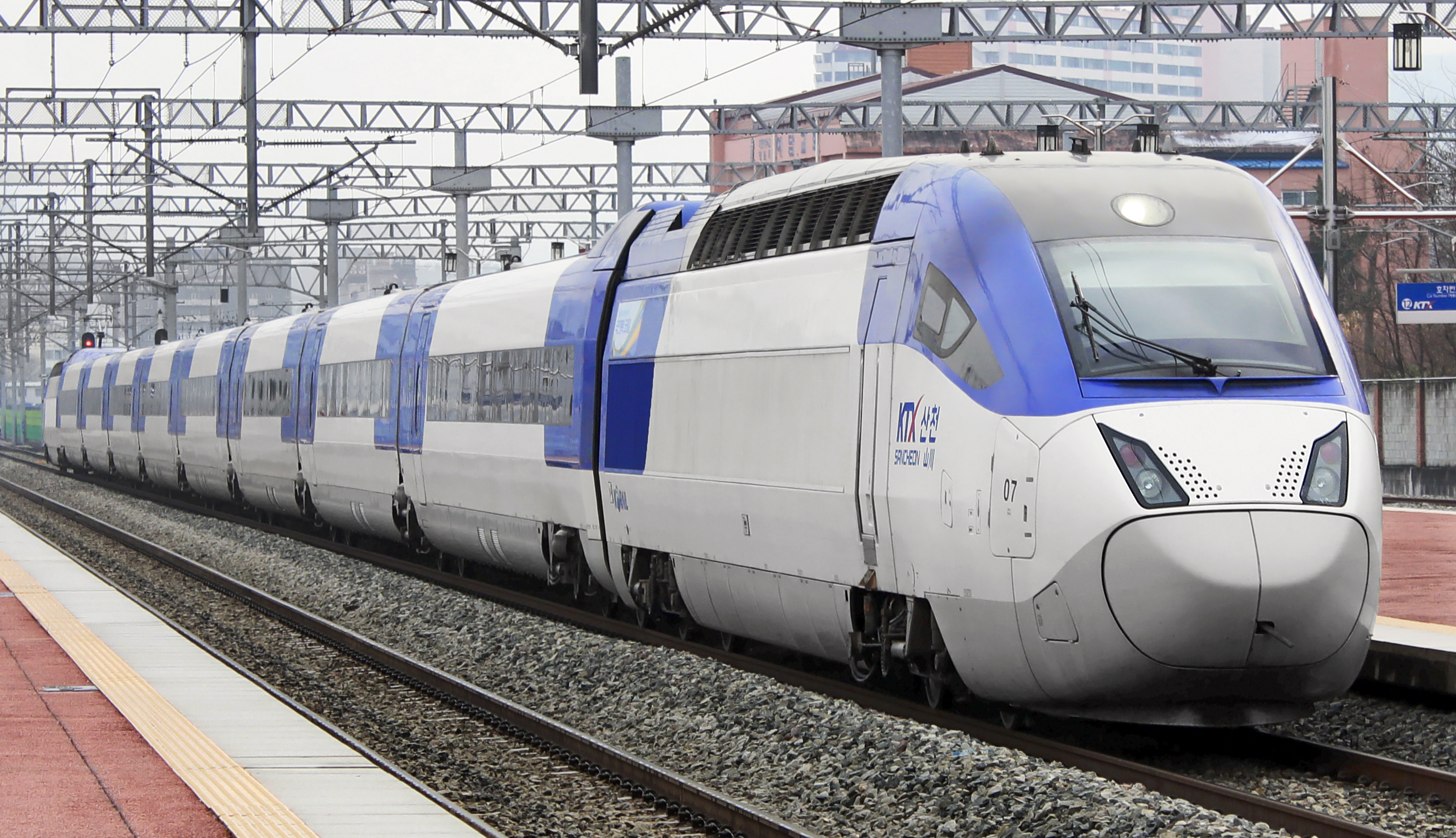
KTX-II en Corea del Sur

En Corea del Sur disponen de un tren derivado del TGV francés llamado KTX. Los primeros 281 km de la línea —de los 412 previstos— fueron abiertos a primeros de abril de 2004, entre Seúl y Daegu. El KTX alcanzará velocidades de 300 km/h en esta primera sección.
Los 131 km posteriores, que enlazarán con Busan, se abrirán en 2008. Hasta la fecha, el KTX funcionará entre estas dos ciudades por la línea convencional existente, ya que ha sido recientemente electrificada. Doce de estos trenes fueron construidos en Francia por Alstom y los otros 34 restantes deben ser construidos en Corea del Sur por la firma Hyundai Rotem, según los términos de un acuerdo de transferencia de tecnología.

### Japón

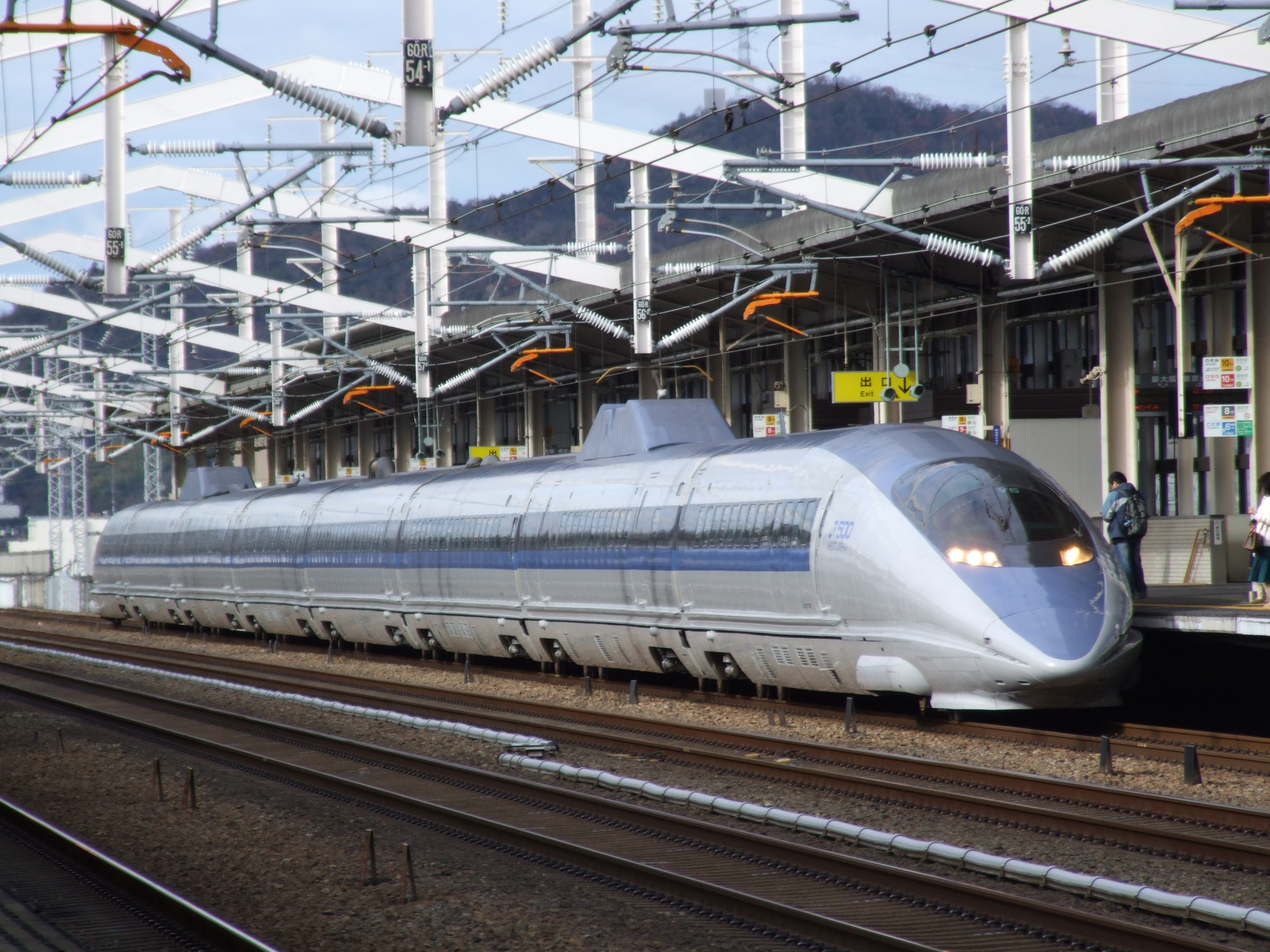
Shinkansen Serie 500 en Japón

Los japoneses fueron los pioneros de la alta velocidad ferroviaria en el mundo con sus "trenes bala" que recorrían la línea troncal o Shinkansen en la década de 1960.
Todo empezó a mediados de los años 1950, cuando pensaron en construir una nueva línea ferroviaria entre Tokio y Osaka, las dos principales ciudades del país, para resolver el problema de la saturación de la línea existente con una mejora sustancial de los tiempos de recorrido. Mitsubishi, Kawasaki, Hitachi y Sumitomo se asociaron para que los trenes de alta velocidad japoneses unieran desde 1964 las principales ciudades niponas, dejando que el paisaje se desdibuje a 300 km/h.

### China

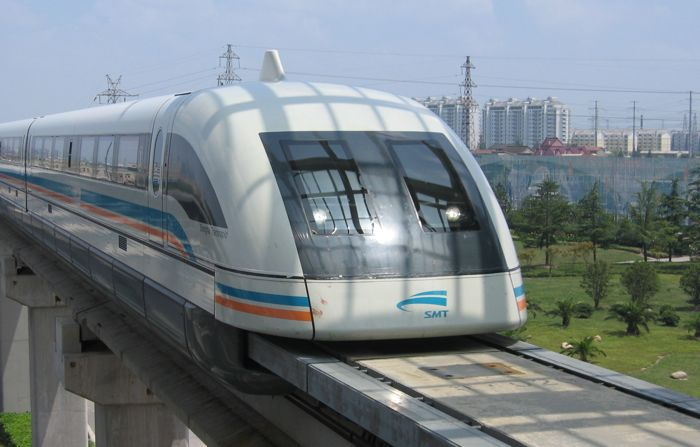
Maglev de Shanghái.

China dispone de 7000 km de alta velocidad, queriendo llegar a los 13.000 en los próximos dos años y a 16 000 en 2020, aunque el proyecto llega a unos 120 000 km de vías para comunicar 25 países de Europa y Asia en 2025. De esos 7000 km que alcanzan velocidades superiores a 200 km/h, en más de 2000 se llega a los 350. La línea estrella será la que una en un solo trayecto de 1318 km las ciudades de Pekín y Shanghái. El coste total de la red es de unos cinco billones de yuanes (541 825 millones de euros), y el Gobierno Chino pretende que gran parte de esa inversión se revierta a empresas de la propia China que empiezan a desarrollar esa tecnología, y de esa manera después exportar esa tecnología a otros países y estados como Polonia, Rusia o California. Muchas de las máquinas usadas pueden alcanzar velocidades de 420 km/h aunque en su uso no superen los 350.
El 26 de diciembre de 2012, China inauguró una nueva línea de tren de alta velocidad, el cual discurre desde la capital Pekín a Cantón, un importante centro económico ubicado al sur del país. La longitud de la línea es de 2298 km (1428 mi), es la línea de tren de alta velocidad más larga del mundo. La velocidad de la vía es de 300 km/h (186 Mph) y reducirá el tiempo de traslado mayor de 20 horas, a solo 8 horas.
China está realizando importantes inversiones en trenes de levitación magnética de alta velocidad. Conocido como Maglev Transrapid, el primer tren chino de alta velocidad hace su recorrido desde el aeropuerto de Pudong a Shanghái a una velocidad punta de 430 km/h en un recorrido de 30 km empleando 8 minutos. Está operativo desde el 24 de marzo de 2004.

### Turquía
Turquía fue el primer país de Medio Oriente a poner en funcionamiento una línea de trenes de alta velocidad (YHT). Los trenes de la TCDD como el HT65000 fueron desarrollados en España y el TCDD HT80000 en Alemania.

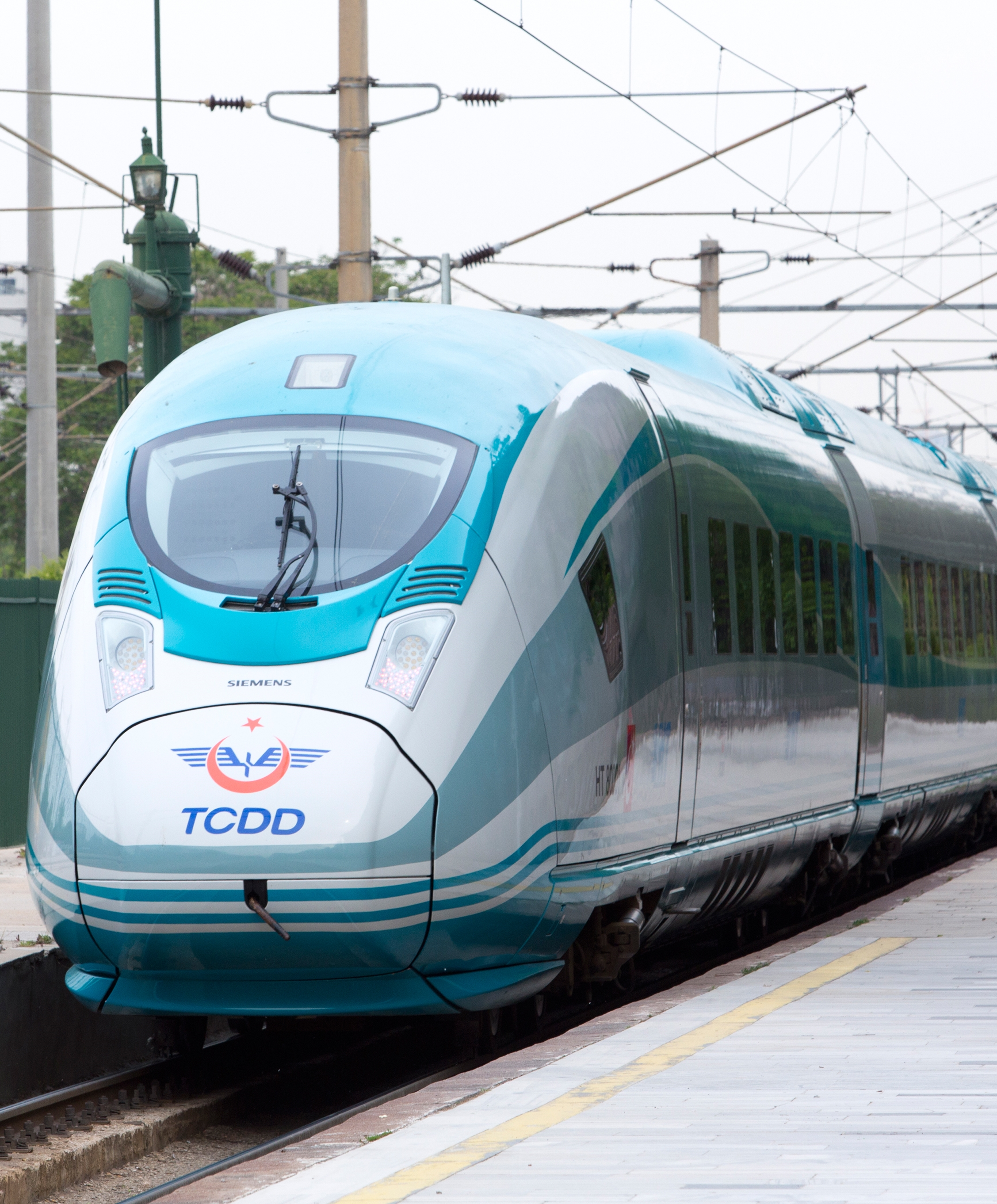
TCDD HT80000 Siemens Velaro de Turquía.

### Taiwán
El Tren de alta velocidad de Taiwán es un tren de alta velocidad que recorre aproximadamente 354 km por la costa oeste de la isla de Taiwán, desde su capital Taipéi hasta la ciudad de Kaohsiung, en el suroeste del país.

### Uzbekistán
La alta velocidad en Uzbekistán se compone en la actualidad de dos corredores principales de alta velocidad. El Afrosiyob fue diseñado y fabricado por Talgo en España.

### Arabia Saudita
La línea de alta velocidad Haramain o línea de alta velocidad La Meca-Medina es una línea de alta velocidad ferroviaria entre las ciudades de La Meca y Medina, en Arabia Saudita. Los Talgo 350 SRO son trenes diseñados para circular por el desierto.

## África

### Marruecos
El Al-Boraq es el servicio de alta velocidad marroqí inaugurado en 2016. Es el primer servicio de estas características en el continente africano. Este servicio une las ciudades de Tánger y Casablanca, con un tiempo de 2 horas y 10 minutos. Los trenes se componen de ramas derivadas del Alstom TGV 2N2, compuestas por dos cabezas motrices y 8 remolques, capaces de alcanzar velocidades de 320 km/h. Actualmente los Ferrocarriles Marroquíes, ONCF, poseen 12 unidades de estos trenes.

### Argelia
El Gobierno de Argelia ha abierto el proceso de licitación internacional para construir la primera línea de alta velocidad de este país. Se trata de un proyecto de una línea de doble vía que discurrirá entre las localidades de Jemis Miliana y Borch Bu Arrerich, con una longitud total de 320 km. Además, conectará con Argel, Buira y Beni Mansur.

## América del Norte

### México

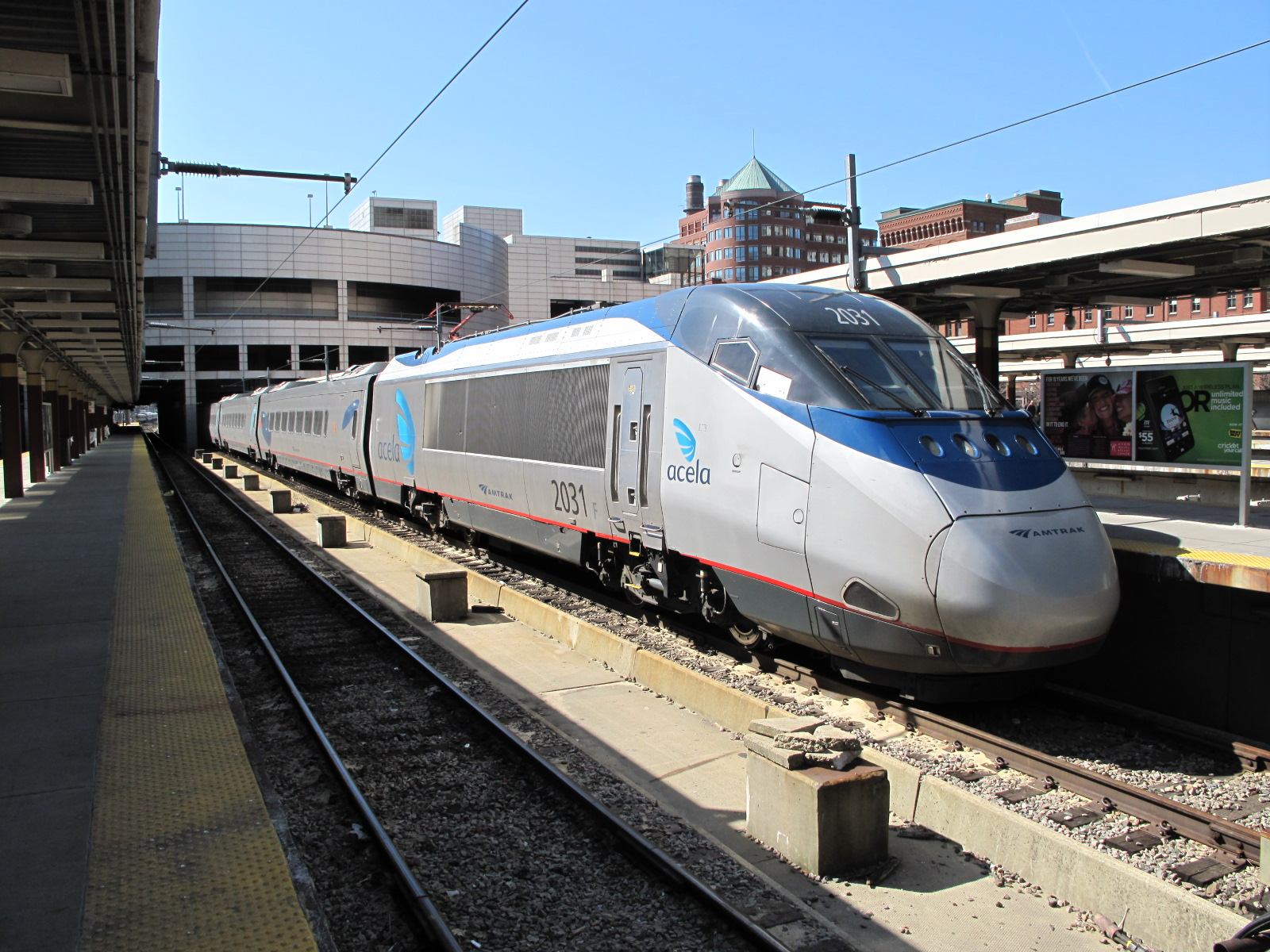
Acela en Boston South Station

El Gobierno de México lanzó en 2006 la licitación del tren rápido Querétaro-Ciudad de México que uniría las ciudades de Ciudad de México, Querétaro, León y Guadalajara en un viaje de dos horas. En agosto de 2006 la licitación fue cancelada debido a asuntos de presupuesto y costos.
En diciembre de 2012 Enrique Peña Nieto, presidente de México, anunció la construcción de una línea de tren rápido en México. El tren circularía en una ruta de 210 km entre la Ciudad de México y la capital del estado mexicano de Querétaro a una velocidad de 300 km/h. Las bases de la licitación de este tren fueron publicadas el 15 de agosto de 2014.
En noviembre de 2014 la Secretaría de Comunicaciones y Transportes de México anunció que la empresa china, Railway Construction Corporation resultó ganadora de la licitación para el construcción, suministro, puesta en marcha, operación y mantenimiento de una vía férrea, material rodante, equipos y sistemas electromecánicos.
Finalmente en 2015, se anunció la suspensión indefinida del proyecto de tren rápido Querétaro-Ciudad de México principalmente por recortes presupuestarios que impedirían la realización del proyecto.
El Gobierno del presidente Andrés Manuel López Obrador revivió el proyecto del tren rápido México-Querétaro, se prevé que inicie su construcción en junio del 2021.
Actualmente esta por finalizar el Tren Interurbano de Pasajeros Toluca-Valle de México que conectará Zona Metropolitana del Valle de Toluca con la Zona Metropolitana del Valle de México que contará con una línea de 6 estaciones y será inaugurado en 2022.
El Tren de Alta Velocidad Monterrey – San Antonio y en forma acortada Tren Monterrey– San Antonio es un proyecto de un tren de alta velocidad que busca conectar la capital del estado de Nuevo León en México con San Antonio en Estados Unidos.

El proyecto consiste en la construcción de una línea de tren de alta velocidad de doble vía con una longitud aproximada de 400 km, dos terminales (Monterrey y San Antonio).

### Estados Unidos
El Acela es el servicio de alta velocidad de Amtrak el noreste de los Estados Unidos entre Washington D. C. y Boston a través de 16 paradas intermedias, incluidas Baltimore, Filadelfia, Nueva York y Providence. Los trenes acela son un derivado del TGV francés.
En California se está construyendo el Tren de Alta Velocidad de California, desde San Francisco y Sacramento, hacia Los Ángeles y San Diego. Está previsto que el tren a utilizar sea un modelo similar al Shinkansen japonés.

## América del Sur
Perú
El Tren de Alta Velocidad del Perú, está planificado para iniciar obras en el primer semestre del 2026, aún a la espera de saber que país será el ganador de dicha licitación, ya que será bajo la modalidad de G2G. Se espera que el tren alcance una velocidad máxima de 200 km/h (aunque hay la posibilidad de que se llegue a la máxima velocidad de 250 km/h, aún por confirmar). Lo que lo volverá el tren más rápido de toda Latinoamérica.
El trayecto conectará la capital Lima hasta la ciudad sureña de Ica, un tramo de aproximadamente 300 km. Uniendo la línea 1 del metro de Lima con el futuro 'tren bala', pasando por Lurín, Paracas, el Aeropuerto de Pisco, Pisco ciudad, Ica, entre otras haciendo 15 estaciones. El trayecto será a través de 47 kilómetros de puentes y viaductos, como también 32 kilómetros de túneles.
La construcción empezará la primera mitad del año 2026, concluyendo el año 2031-2032. Se espera también la construcción de un Tren de Alta Velocidad que unirá Lima con Barranca (al norte de Lima), mas novedades en el 2025.

### Chile
Tren de Alta Velocidad de Chile
El 2009 bajo el gobierno de Michelle Bachelet, se reavivó la discusión, de contar con un tren de alta velocidad como parte de los esfuerzos por recuperar la Empresa de los Ferrocarriles del Estado, seriamente dañada durante el gobierno del presidente Ricardo Lagos . Tras diversos estudios el proyecto fue desestimado por su alto costo. En 2013, el gobierno de Sebastián Piñera declaró de interés público el contar con un tren de alta velocidad que uniría la región metropolitana con las ciudades costeras de Valparaíso y Viña del Mar, la nueva discusión volvió a contar con la oposición dentro de la propias alianza derechista que lo llevó al gobierno, así, y pese a anunciarse en conferencia de prensa que el proyecto sería ingresado en la modalidad de concesiones del gobierno de Chile, finalizado su mandato no se concretó la licitación pública esperada para inicios del 2014. Durante la segunda administración de Michelle Bachelet, en octubre de 2014, con una oposición muy debilitada políticamente, en el inicio de la ejecución de las obras del nuevo servicio ferroviario de cercanías Metrotren Rancagua, la autoridad confirmó que había ingresado a fase de estudios por parte de EFE y bajo petición del consorcio español liderado por Benedicto García de Mateos, el proyecto de Alta Velocidad Santiago-Valparaíso.
En la misma fecha, EFE, anunció el inicio de un segundo estudio, paralelo al proyecto Santiago/Valparaíso, que permitiría unir mediante un tren de alta velocidad las ciudades de Santiago con Concepción en un tiempo inferior a las 4 horas de viaje a una velocidad máxima de 220 km/h.
Ambas iniciativas actualmente se encuentran en fase de estudios y sus resultados serán informados una vez que se inicie la marcha blanca de Metrotren Rancagua, en diciembre de 2016. Según ha anticipado la dirección de EFE los proyectos a seguir tras la inauguración de Metrotren Rancagua, se centrarán en habilitar un segundo servicio de cercanías denominado Melipiilla Express, la habilitación definitiva de la ampliación del servicio regional Biotren a Coronel, y la recuperación del servicio Santiago- Valparaíso, sea como servicio de alta velocidad o como servicio convencional.
EFE trabaja en tres alternativas para el diseño, la primera una vía de alta velocidad completamente nueva que corra casi paralela a la actual autopista Santiago Valparaíso Ruta 68, la segunda y más factible del punto de vista económico un tren rápido que se conecte al trazado de Merval con un nuevo tramo que cruce en túnel por el sector Cuesta La Dormida, en Olmué, por Til Til hacía Quillota, servicio que también pasaría por el Aeropuerto Internacional de Santiago y finalmente una vía que se una al actual tramo Santiago - San Antonio, pensada principalmente para el transporte de carga que significaría la construcción de un megapuerto en la comuna.

### Brasil
El TAV Brasil es un proyecto del Gobierno Federal para la construcción de un tren de alta velocidad con la función de conectar las dos principales áreas metropolitanas del Brasil, São Paulo y Río de Janeiro. Sin embargo, todos los intentos de licitación han fracasado. En agosto de 2014, el Tribunal de Cuentas de la Unión (TCU) declaró la improcedencia del proyecto debido a que los estudios de factibilidad técnica y económica han caducado, por lo que fue descartado definitivamente.

### Argentina
El Gobierno de Argentina anunció en 2006 un cuestionado proyecto para construir la línea de alta velocidad que uniría las ciudades de Buenos Aires, Rosario y Córdoba en un trayecto de 704 km. Tras firmarse en 2008 un acuerdo con la firma Alstom para su implementación, el proyecto fue suspendido por problemas de financiación.

## Galería

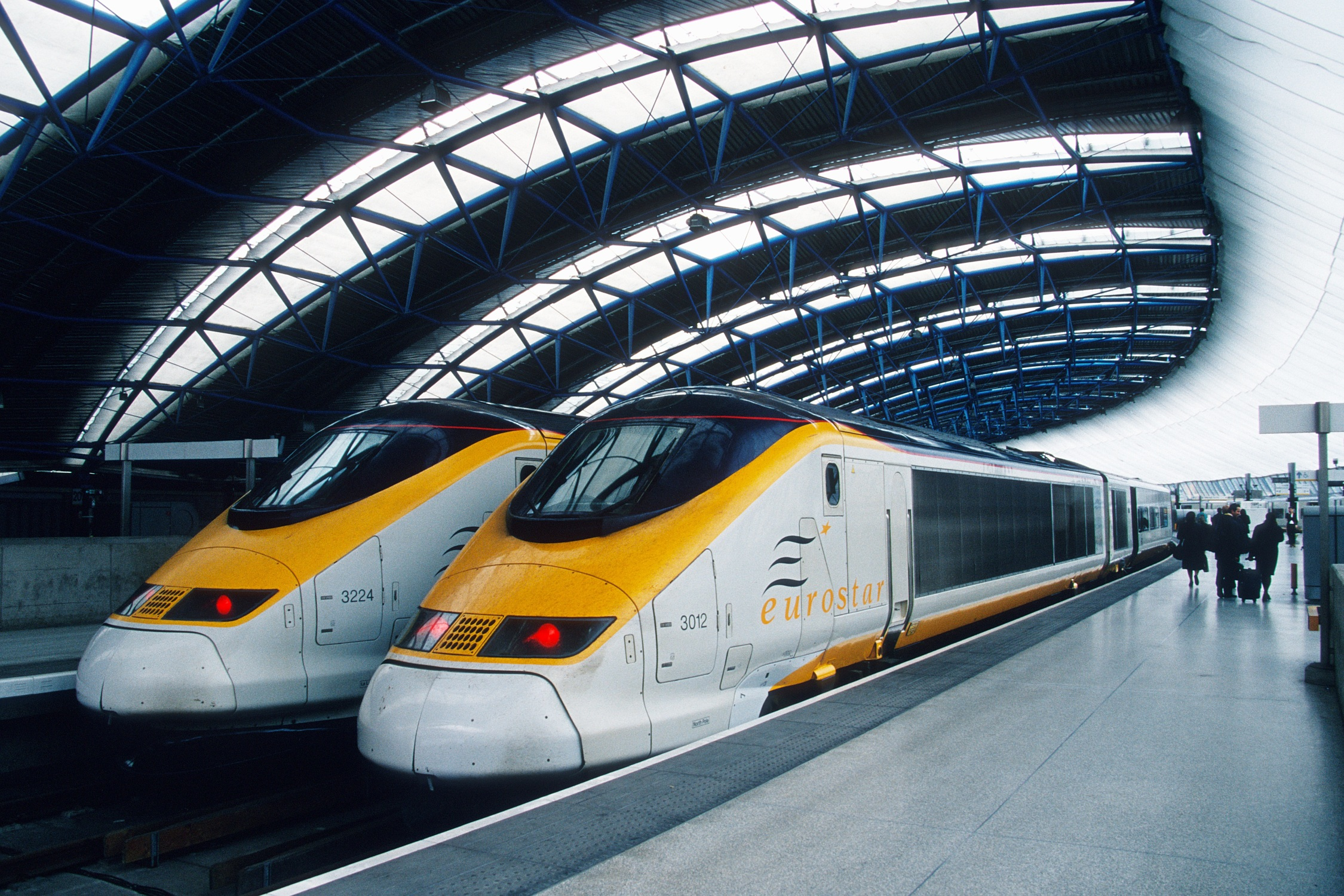
1
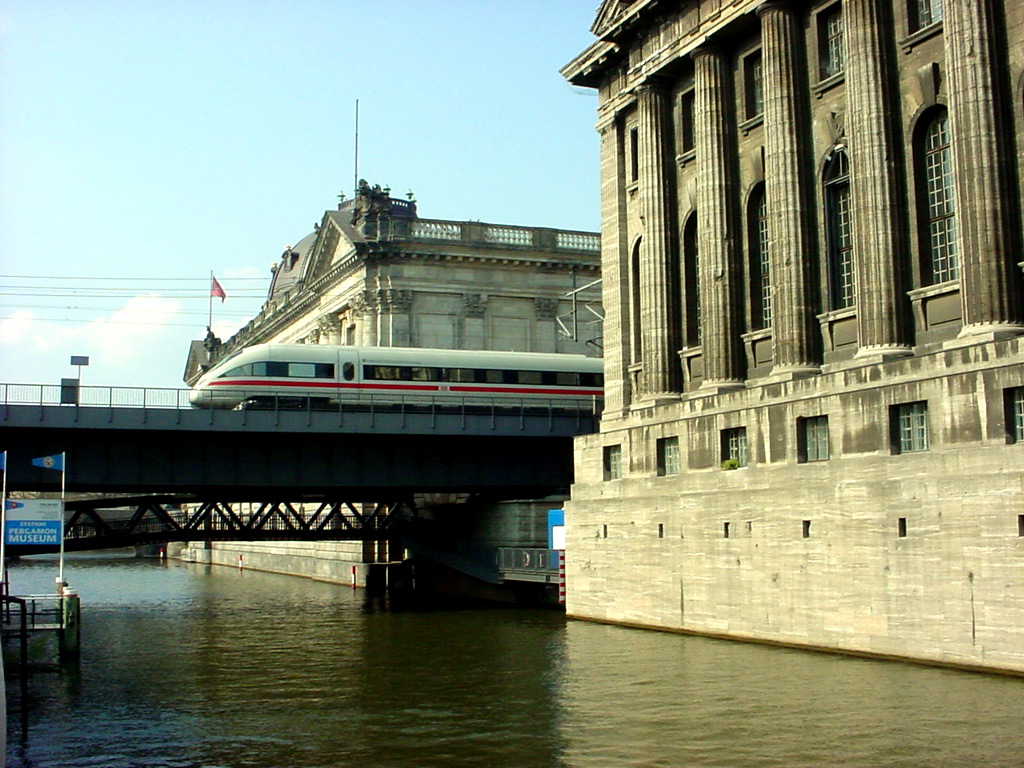
2
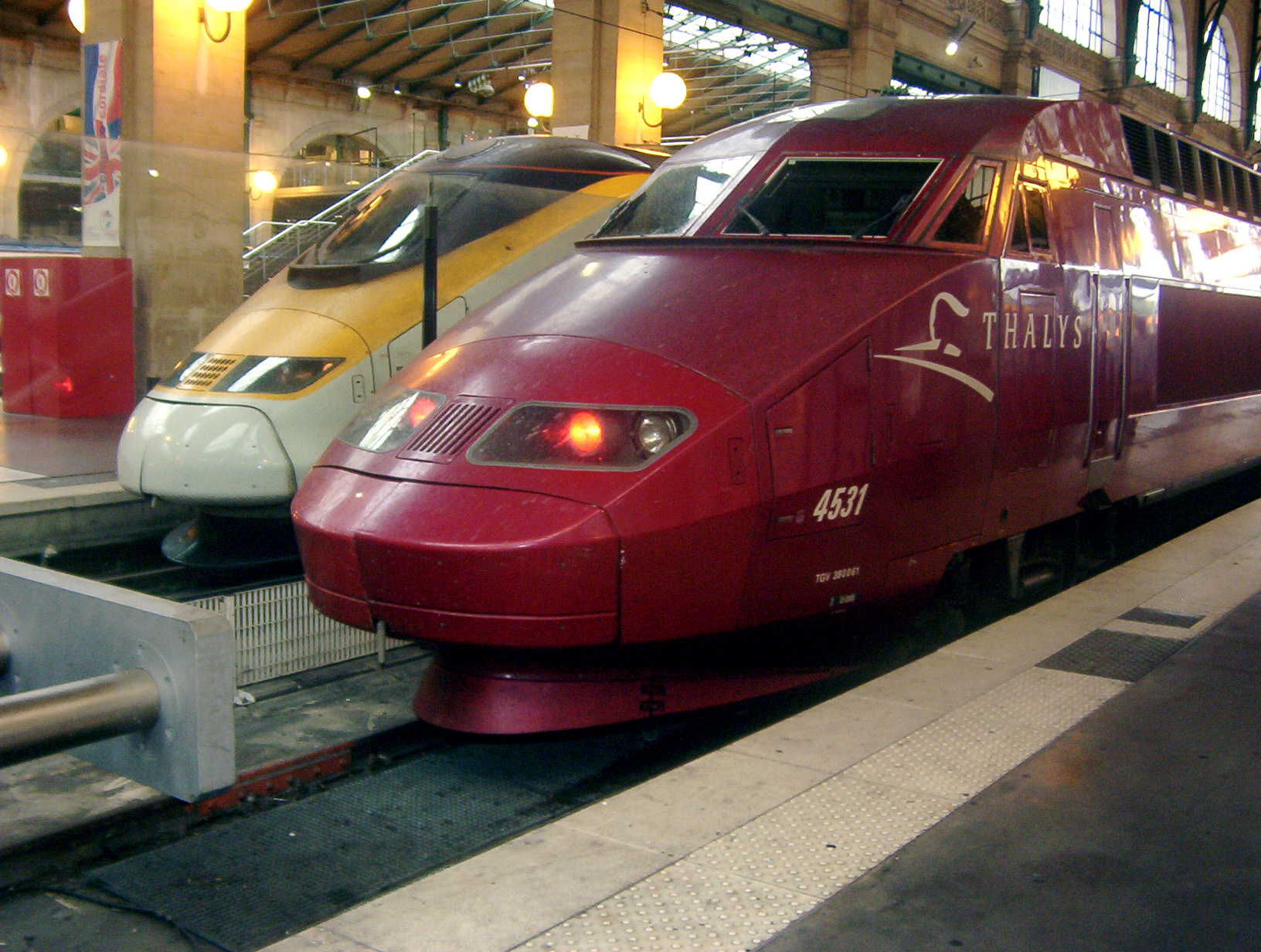
3
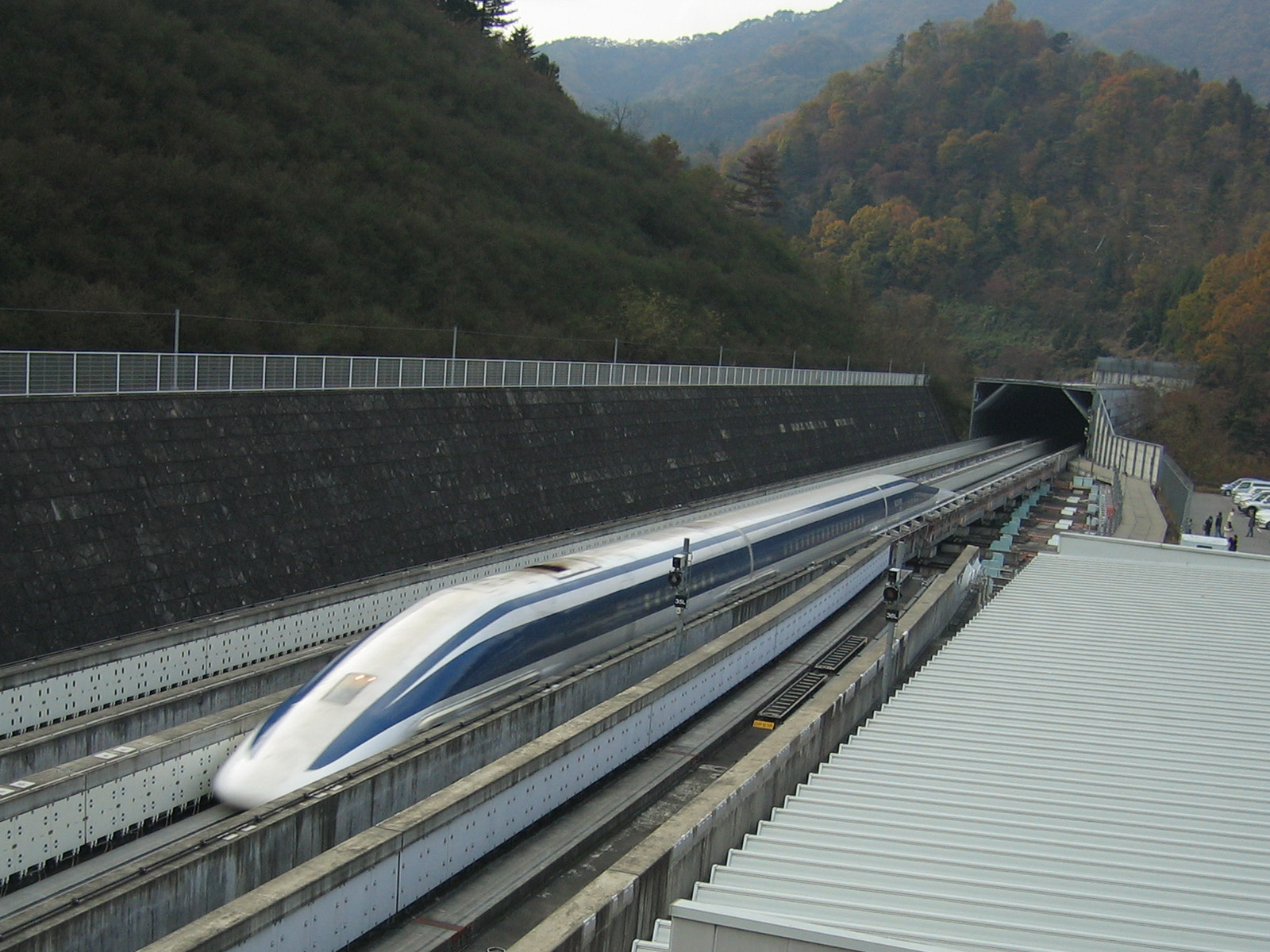
4
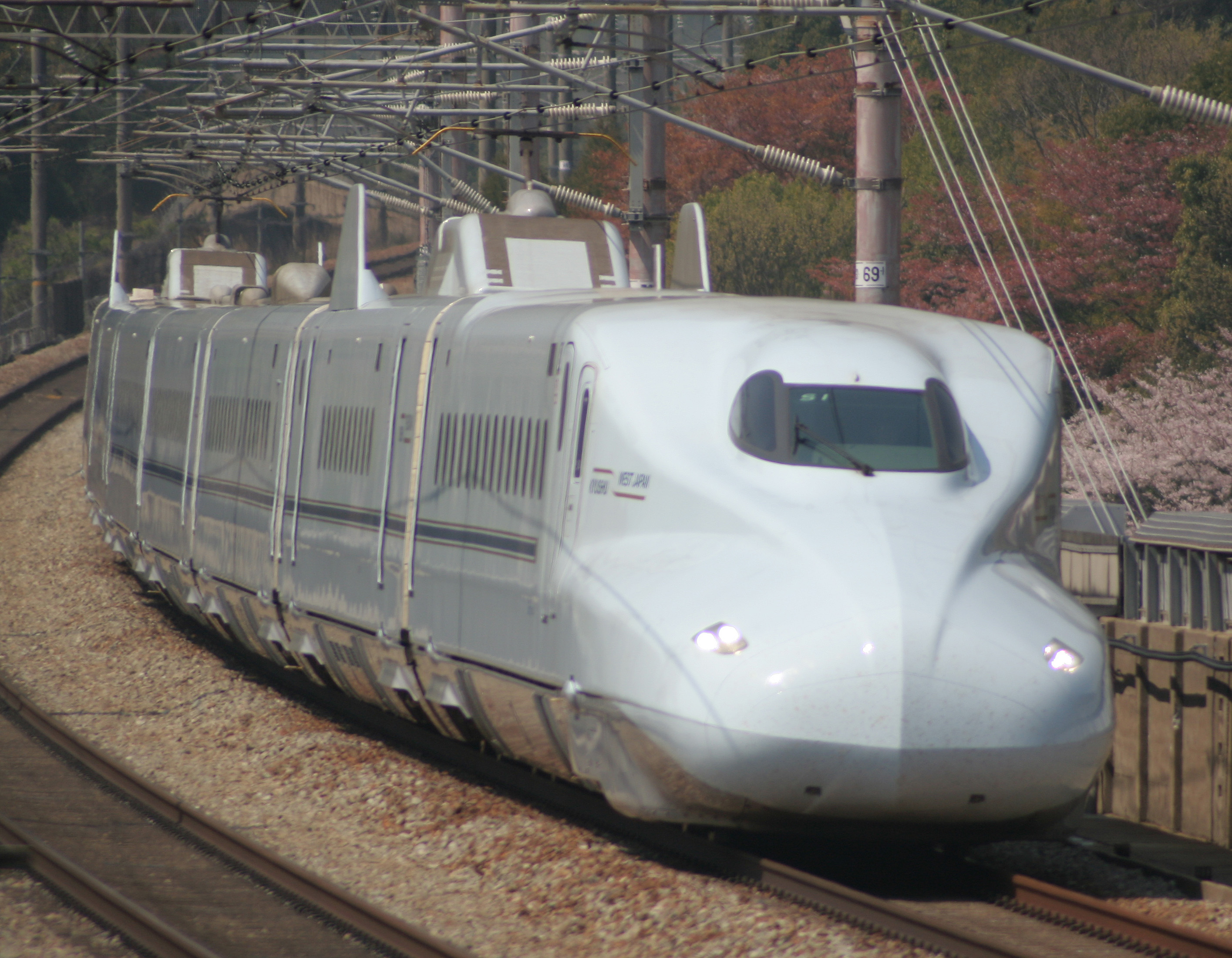
5
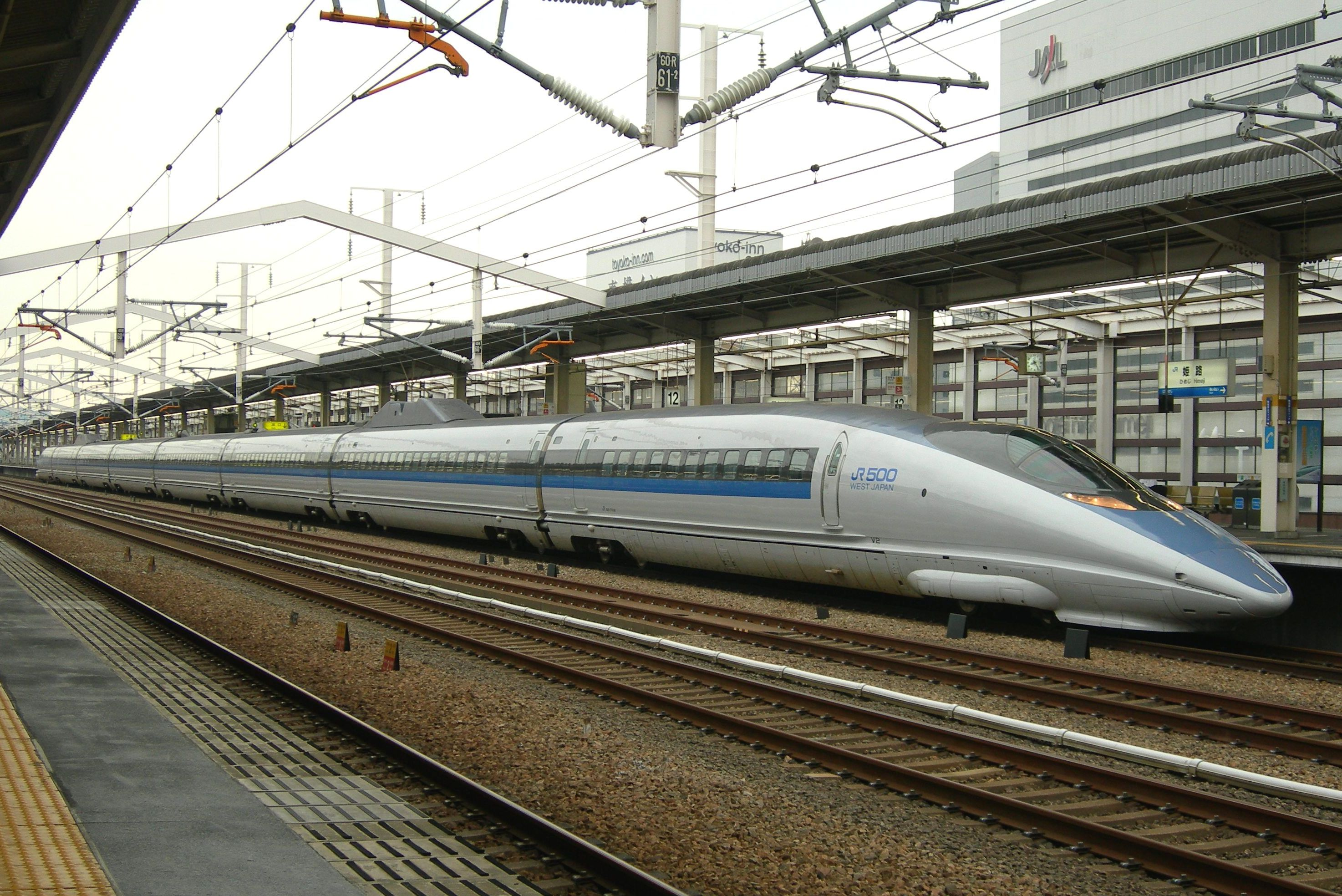
6
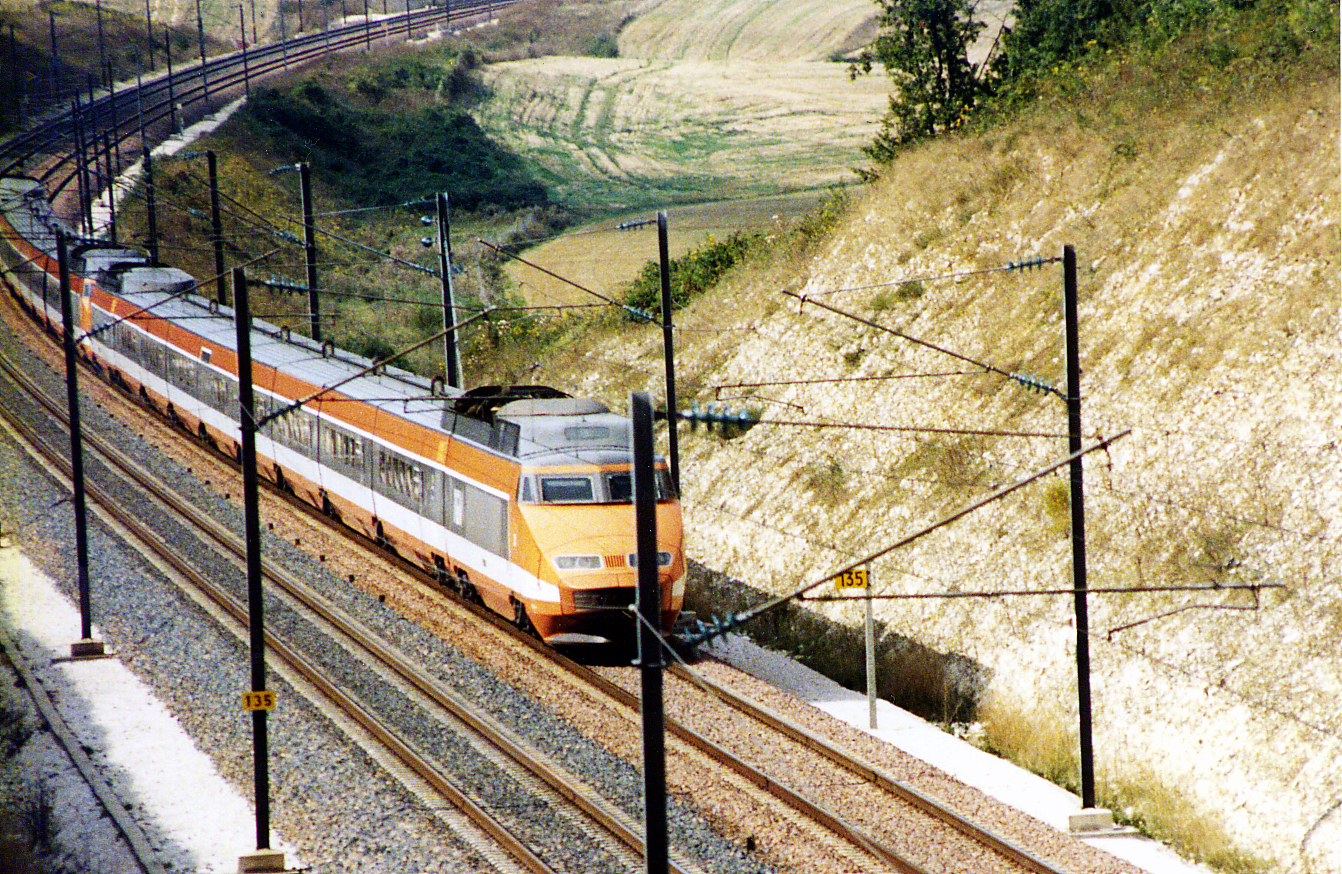
7
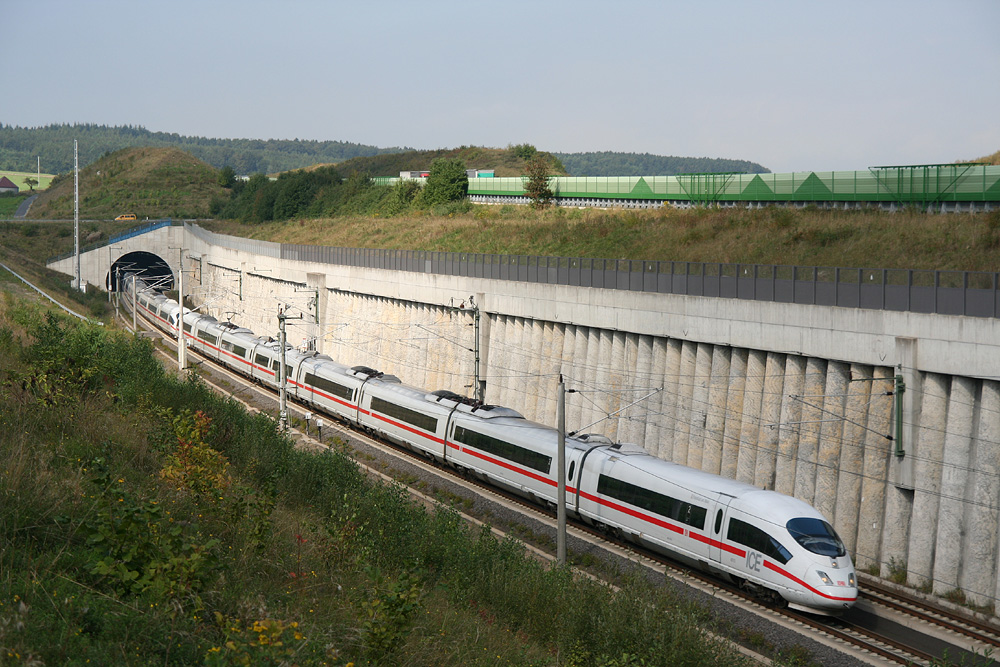
8
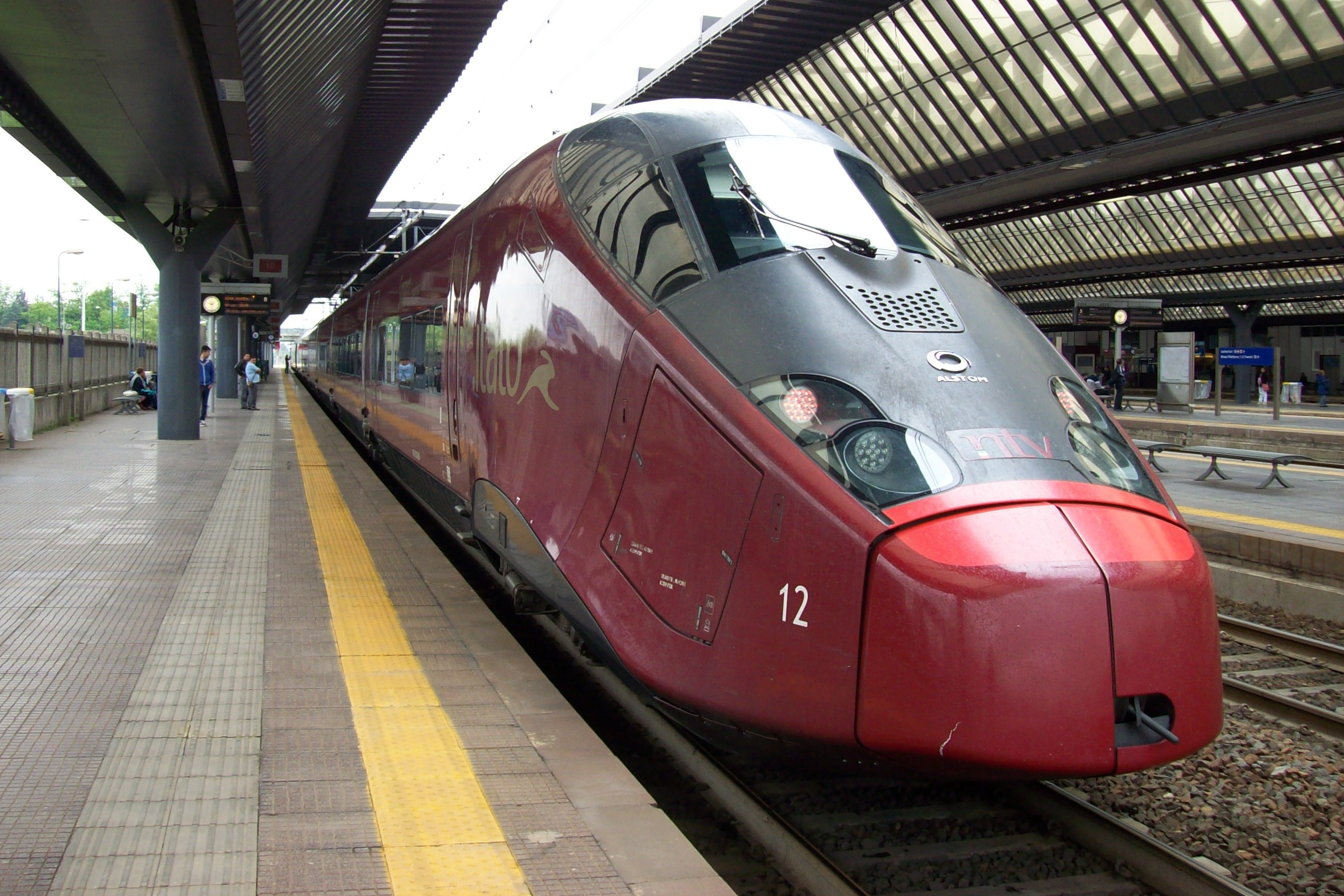
9
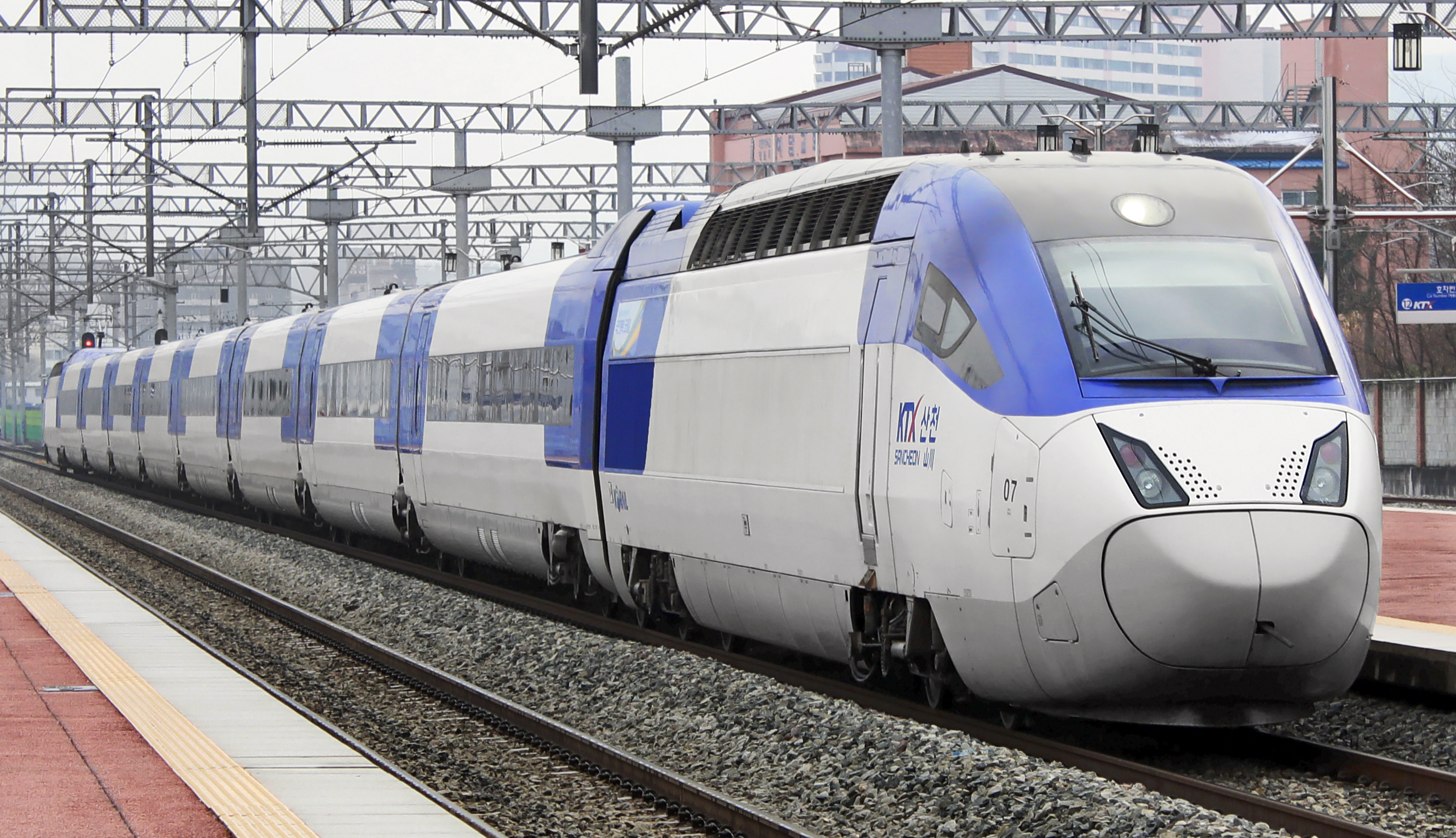
10
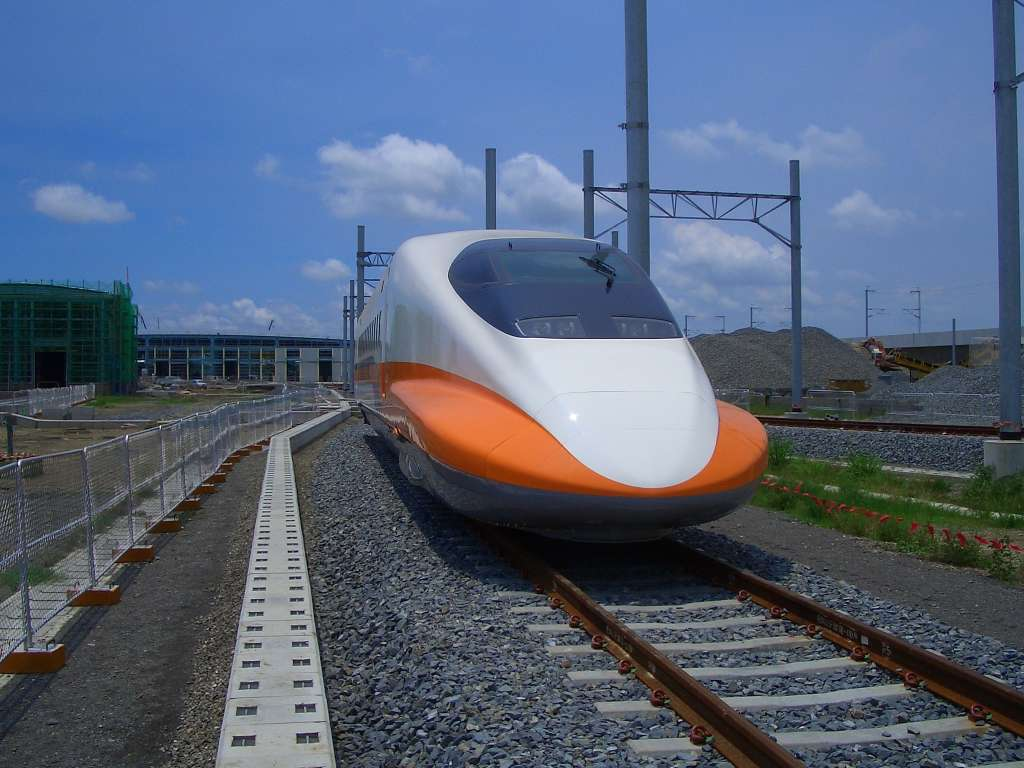
11
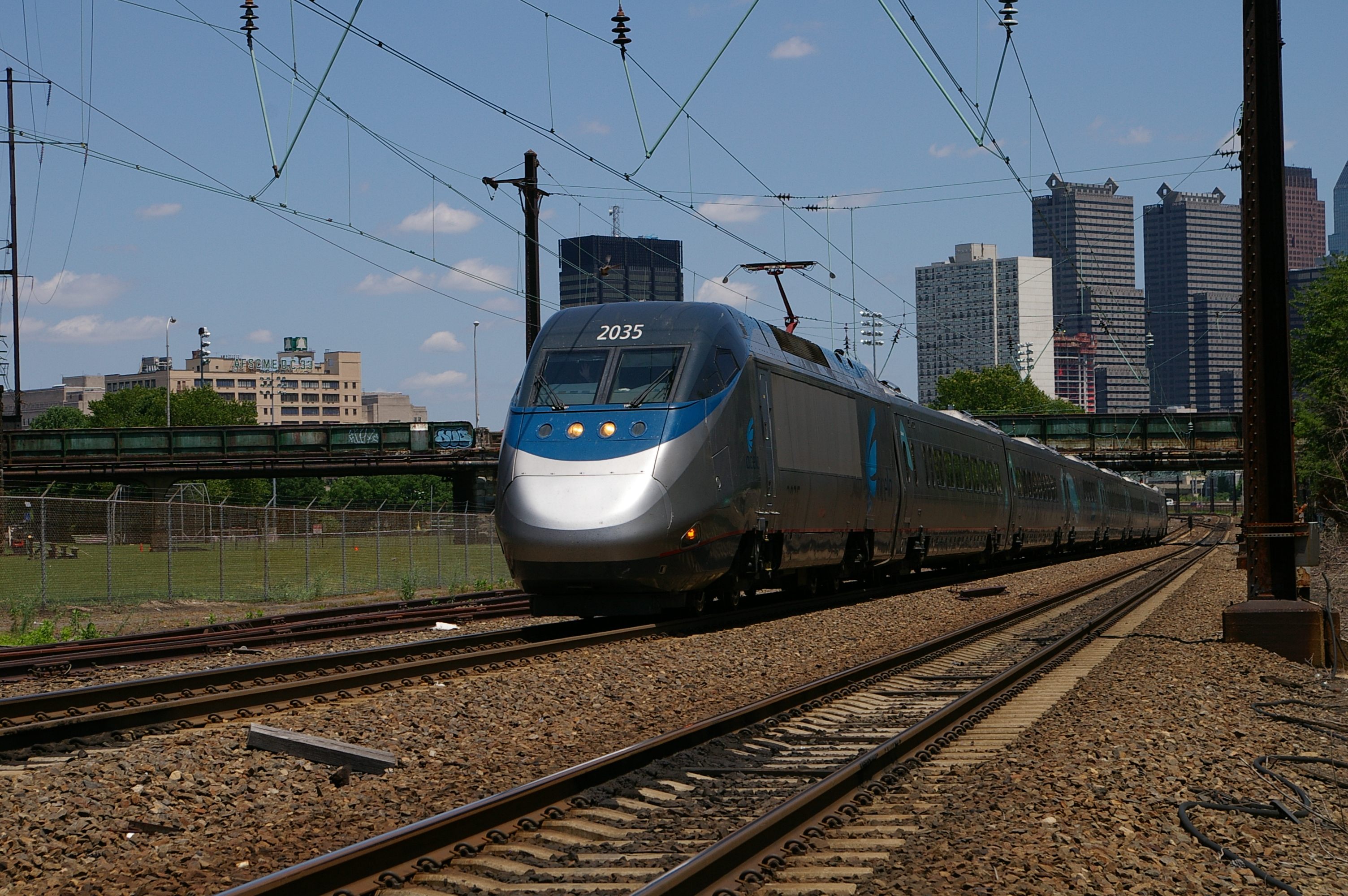
12

1 – Los trenes Eurostar conectan Londres con Bruselas y París a través del Eurotúnel

2 – ICE en Museo Pergammon Berlín 

3 – Eurostar y Thalys PBA TGVs de lado a lado en la línea París-Gare du Nord

4 – El récord mundial de velocidad (581 km/h) del JR–Maglev en Yamanashi, Japón

5 – Primer Shinkansen N700-7000, en la línea Sanyō, abril de 2009

6 – Shinkansen serie 500 en Himeji

7 – La flota TGV Sud-Est fue construida entre 1978 y 1988 para conectar París con Lyon. Originalmente, las series fueron construidas para funcionar a 270 km/h (168 mph), pero la mayoría se han actualizado para funcionar a 300 km/h (186 mph) para la apertura de la LGV Méditerranée

8 – El ICE alemán de tercera generación en la línea de alta velocidad línea Fráncfort-Colonia

9 – El «Italo» AGV ETR 575 de los ferrocarriles italianos NTV ahorra entre Milán y Bolonia un 33% de tiempo comparado con avión + taxi

10 – Próxima generación del modelo de Corea del Sur KTX-II operado por Korail

11 – La Serie 700T japonesa construida para Taiwán corre a 300 km/h y es capaz de llegar hasta 350 km/h

12 – El Acela Express, actualmente el único tren de alta velocidad de Estados Unidos, con una velocidad máxima de 240 km/h (150 mph)

## El futuro

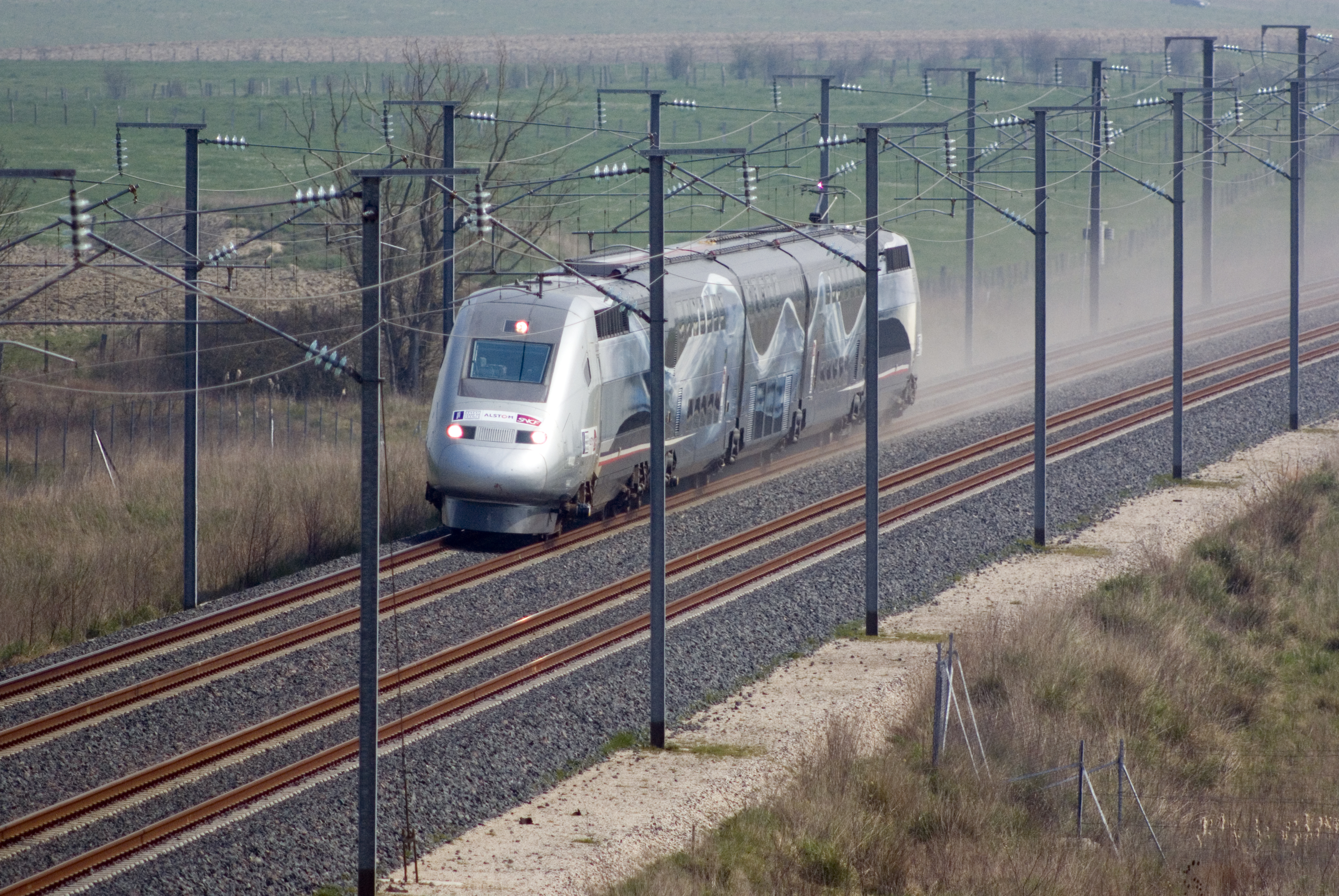
TGV 4402 (operación V150), alcanzando 574 km/h el 3 de abril de 2007 en la ruta LGV Est européenne cerca de Le Chemin, Francia.

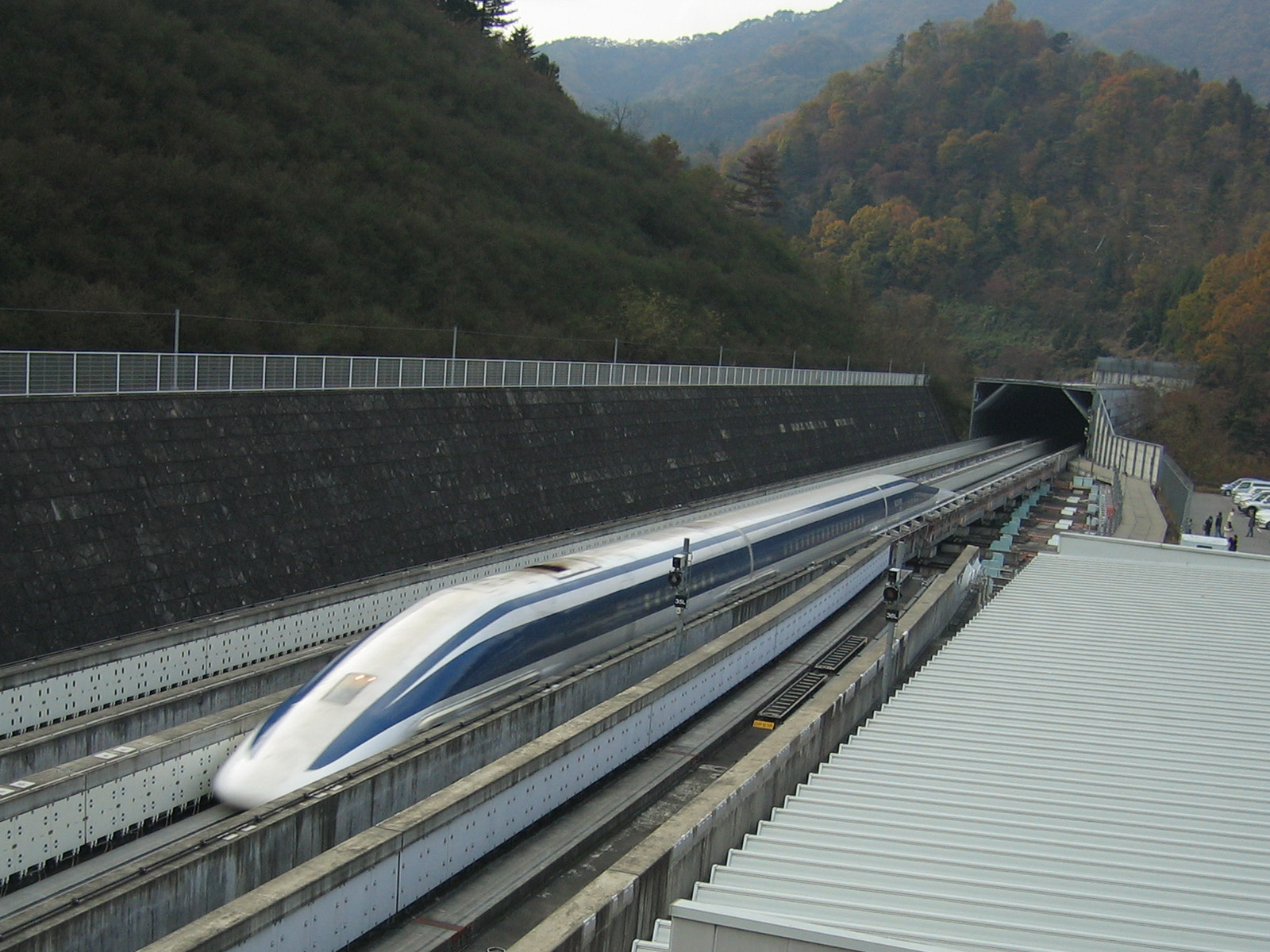
JR–Maglev MLX01 en Japón (581 km/h).

Desde 1970 se habla de que la próxima revolución en los trenes serían los de levitación magnética. Pero hasta hoy no era nada más que eso: el tren del futuro. Pero desde las campanadas de medianoche del 31 de diciembre de 2002, hora de Shanghái, ha dejado de ser el tren del futuro para ser el tren del presente.
El tren Maglev levita sobre un motor magnético. Podemos decir que el tren es un gran imán. Debajo de él, en los "raíles", va un motor lineal que hace que un flujo magnético lo empuje hacia delante. Ese flujo magnético empuja al tren, lo levanta unos milímetros y luego lo hace avanzar. A diferencia de los trenes convencionales, el motor no va en el tren, sino en los "raíles". Esto aporta ventajas:
- Menos peso (el motor no va en el tren), menos ruido (el motor no va en el tren ni hay ruedas que rocen con el suelo; solo hay un silencioso campo magnético).
- Al no haber rozamiento, el consumo de energía es menor. Por ejemplo, a 300 km/h, el tren de alta velocidad ICE consume 51 Wh por asiento. El Transrapid (Maglev de Shanghái) consume 34 Wh/asiento.
- Como los motores están en las vías, pueden hacerse más o menos potentes de acuerdo con la pendiente. El tren convencional no puede hacerlo, pues el motor lo lleva él y siempre es el mismo. Por eso el tren de alta velocidad (TAV) no puede subir pendientes de más del 4% y el Transrapid puede subir hasta el 10%. Y esto no es trivial. Uno de los costos mayores de un TAV es la vía, ya que ha de ser muy recta y tener muy poca pendiente, lo que en muchos casos implica hacer enormes túneles o grandes viaductos.
- El que el motor esté en el suelo presenta la enorme ventaja de que el tren disminuye su peso, con lo que su inercia es menor. De hecho arranca y para en mucho menos tiempo que un tren convencional TAV.
- Descarrilamiento. Cuando uno monta en un tren que va a esas enormes velocidades, siempre piensa en qué pasará si descarrila. En el Maglev el descarrilamiento es casi imposible, obligado por la forma en la que van los electroimanes y los motores lineales.
- El ruido es poco puesto que no hay rozamiento con el raíl. Pero a alta velocidad lo que importa es el ruido aerodinámico. El menor peso y las menores servidumbres, al no tener que llevar el motor encima, permiten una mejor aerodinámica.

Ya para 1994 otros países habían logrado desarrollar sus propios ferrocarriles Maglev, entre ellos Estados Unidos, China, Francia, Italia, España y Corea del Sur. En la actualidad, solo la ciudad china de Shanghái mantiene una línea comercial "maglev" que une el centro de la ciudad con el aeropuerto. El maglev de Shanghái comunica el aeropuerto internacional de Pudong, a unos 60 km de la ciudad, con la estación de Metro de Longyang lu, en las afueras de Shanghái, en solo 8 minutos.

## Proyectos en curso

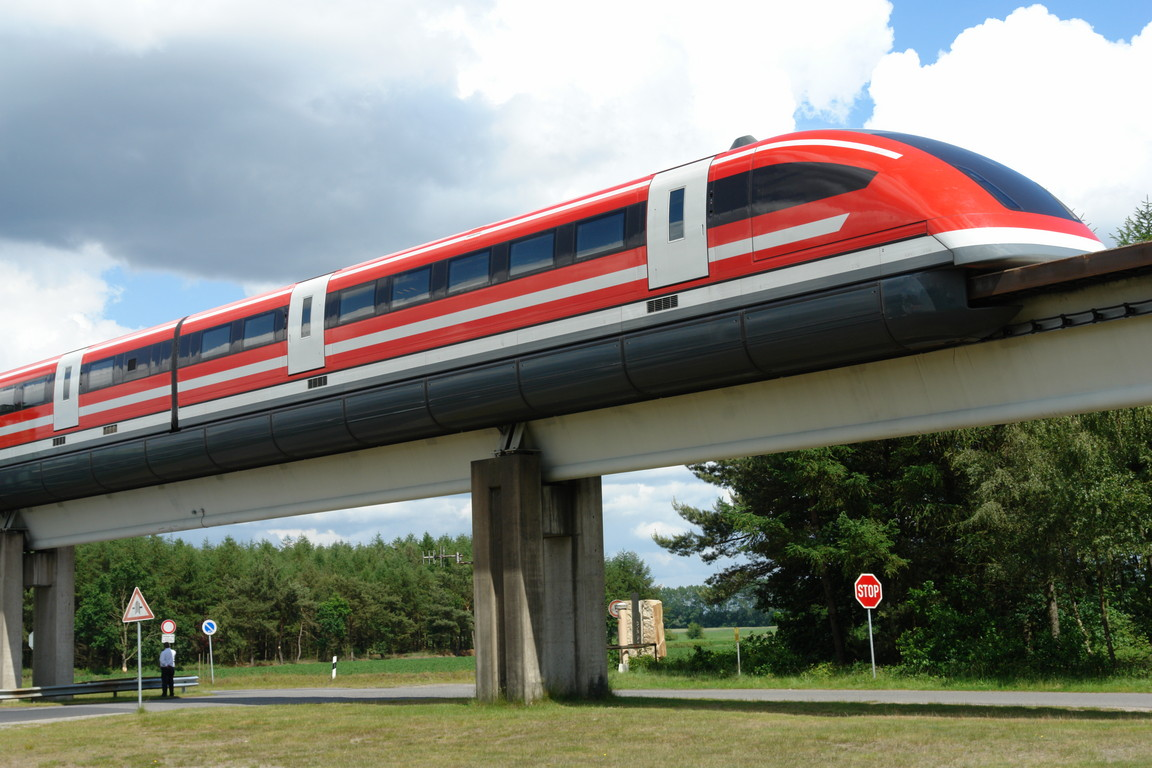
El Tren de levitación magnética Transrapid TR09 es el noveno que se construye en Alemania. Diseñado para super velocidad, sus aerodinámicas líneas se basan en el fuselaje de un Boeing 737. La velocidad máxima comercial del Transrapid es de 430 km/h.

Alemania y Japón han realizado proyectos experimentales, pero será el país del Sol Naciente el que primero inaugure una línea comercial en 2005, durante la exposición universal de Aichi. Posteriormente está previsto construir una línea magnética entre Tokio y Osaka. En Alemania, que posee la técnica más desarrollada en materia de sistemas de levitación magnética, junto con Japón, prevé inversiones de 2300 millones de euros por año para dotar al país de sus dos primeras líneas Maglev, entre Düsseldorf y Dortmund y entre Múnich y su aeropuerto. El proyecto desde el centro de Múnich hasta el aeropuerto costará 1850 millones de euros (2610 millones de dólares), y arrancará una vez se asegure la financiación. El tren "volará" a casi 500 km/h cuando esté construido, aunque por desgracia no hay fecha del posible lanzamiento de este revolucionario transporte.
Las autoridades de China afirman que ya no necesitan la ayuda de Alemania y pretenden seguir extendiendo el uso de estos trenes (el próximo proyecto prevé unir los 160 km que separan Shanghái de Hangzhou). El proyecto fue suspendido temporalmente tras las quejas de miles de vecinos de la zona, preocupados por el negativo impacto ambiental y sobre la salud que podrían causar sus radiaciones magnéticas, además de hacer sus barrios poco populares, lo que devaluaría seriamente el precio de sus viviendas. La tecnología se creó en Alemania y fue cedida a China por el consorcio Transrapid, formado por Siemens y Thyssen Krupp, y estas empresas recomendaban que existiese una zona arbolada de 300 m a cada lado de la vía. El borrador inicial del proyecto de Shanghái la redujo a 150 m, que acabaron siendo 22,5 m en los planes definitivos, lo cual es una diferencia considerable sobre los planes iniciales, sin que se conozcan todavía bien los posibles efectos negativos de esta tecnología sobre la salud de las personas.
Mientras que en Estados Unidos y Países Bajos también se invierte en esta nueva tecnología, en Suiza el proyecto denominado Swissmetro no va por buen camino. Corea del Sur ha desarrollado la tecnología de levitación magnética para construir su propio "tren bala". Su proyecto es unir la capital Seúl con Pusan, en el sureste peninsular.
El Gobierno de Qatar ha expresado su interés por comprar el tren de levitación magnética alemán Transrapid. El objetivo será construir un primer tramo de 160 km que vaya desde Catar a Bahréin, una unión que debería realizarse mediante un nuevo puente. En el caso de que este proyecto prosperase, las autoridades de Catar aseguran que se estudiaría un segundo tramo de 800 km hacia los Emiratos Árabes.